# Tweede divisie A 1962/63/Wedstrijden
De wedstrijden van het Nederlandse Tweede divisie voetbal uit het seizoen 1962/63 was het zevende seizoen van de laagste (semi-)professionele Nederlandse voetbalcompetitie voor mannen. Het seizoen bestond uit 34 speelronden van elk acht wedstrijden. De competitie begon op 26 augustus 1962 en duurde tot 16 juni 1963.

## Speelronde 1
|                  |            |                                           |         |                                                            |
| 26 augustus 1962 | Zwartemeer | 0 – 4                                     | Alkmaar | Stadion: Mr. Ovingstraat, Klazienaveen Toeschouwers: 4.000 |
| 26 augustus 1962 |            | 8', 75', –' Tibor Lőrincz 35' János Hanek |         | Stadion: Mr. Ovingstraat, Klazienaveen Toeschouwers: 4.000 |
| 26 augustus 1962 |            |                                           |         | Stadion: Mr. Ovingstraat, Klazienaveen Toeschouwers: 4.000 |
| 26 augustus 1962 |            |                                           |         | Stadion: Mr. Ovingstraat, Klazienaveen Toeschouwers: 4.000 |
|                  |            |                                           |         |                                                            |

|                  |                              |       |                           |                                                        |
| 26 augustus 1962 | N.E.C.                       | 2 – 2 | ZFC                       | Stadion: Goffertstadion, Nijmegen Toeschouwers: 10.000 |
| 26 augustus 1962 | Jan van Boxtel Hans Verhagen |       | Piet Blok Jos van Helvert | Stadion: Goffertstadion, Nijmegen Toeschouwers: 10.000 |
| 26 augustus 1962 |                              |       |                           | Stadion: Goffertstadion, Nijmegen Toeschouwers: 10.000 |
| 26 augustus 1962 |                              |       |                           | Stadion: Goffertstadion, Nijmegen Toeschouwers: 10.000 |
|                  |                              |       |                           |                                                        |

|                  |                    |       |                          |                                                    |
| 26 augustus 1962 | AGOVV              | 1 – 1 | Tubantia                 | Stadion: Berg & Bos, Apeldoorn Toeschouwers: 6.000 |
| 26 augustus 1962 | Henk Kanselaar 37' |       | 29' Frans Olde Riekerink | Stadion: Berg & Bos, Apeldoorn Toeschouwers: 6.000 |
| 26 augustus 1962 |                    |       |                          | Stadion: Berg & Bos, Apeldoorn Toeschouwers: 6.000 |
| 26 augustus 1962 |                    |       |                          | Stadion: Berg & Bos, Apeldoorn Toeschouwers: 6.000 |
|                  |                    |       |                          |                                                    |

|                  |               |       |                |                                                        |
| 26 augustus 1962 | VSV           | 1 – 1 | Vitesse        | Stadion: Schoonenberg, Velserbroek Toeschouwers: 3.500 |
| 26 augustus 1962 | Fred Dikstaal |       | Willi Drehmann | Stadion: Schoonenberg, Velserbroek Toeschouwers: 3.500 |
| 26 augustus 1962 |               |       |                | Stadion: Schoonenberg, Velserbroek Toeschouwers: 3.500 |
| 26 augustus 1962 |               |       |                | Stadion: Schoonenberg, Velserbroek Toeschouwers: 3.500 |
|                  |               |       |                |                                                        |

|                  |                                               |       |             |                                                             |
| 26 augustus 1962 | Wageningen                                    | 2 – 0 | Stormvogels | Stadion: De Wageningse Berg, Wageningen Toeschouwers: 3.500 |
| 26 augustus 1962 | Gerrit van der Weerthof (pen) Frans van Ernst |       |             | Stadion: De Wageningse Berg, Wageningen Toeschouwers: 3.500 |
| 26 augustus 1962 |                                               |       |             | Stadion: De Wageningse Berg, Wageningen Toeschouwers: 3.500 |
| 26 augustus 1962 |                                               |       |             | Stadion: De Wageningse Berg, Wageningen Toeschouwers: 3.500 |
|                  |                                               |       |             |                                                             |

|                  |                                  |       |                |                                                             |
| 26 augustus 1962 | Zwolsche Boys                    | 2 – 1 | Heerenveen     | Stadion: Gemeentelijk Sportpark, Zwolle Toeschouwers: 4.000 |
| 26 augustus 1962 | Jan de Vries 64' Henk Schols 77' |       | 20' Piet Fleur | Stadion: Gemeentelijk Sportpark, Zwolle Toeschouwers: 4.000 |
| 26 augustus 1962 |                                  |       |                | Stadion: Gemeentelijk Sportpark, Zwolle Toeschouwers: 4.000 |
| 26 augustus 1962 |                                  |       |                | Stadion: Gemeentelijk Sportpark, Zwolle Toeschouwers: 4.000 |
|                  |                                  |       |                |                                                             |

|                  |     |                                    |          |                                                           |
| 26 augustus 1962 | KFC | 0 – 3                              | Be Quick | Stadion: Breestraat, Koog aan de Zaan Toeschouwers: 1.800 |
| 26 augustus 1962 |     | –', –' Frits Hutten Herro Feenstra |          | Stadion: Breestraat, Koog aan de Zaan Toeschouwers: 1.800 |
| 26 augustus 1962 |     |                                    |          | Stadion: Breestraat, Koog aan de Zaan Toeschouwers: 1.800 |
| 26 augustus 1962 |     |                                    |          | Stadion: Breestraat, Koog aan de Zaan Toeschouwers: 1.800 |
|                  |     |                                    |          |                                                           |

|                  |                                           |       |           |                                                        |
| 26 augustus 1962 | De Graafschap                             | 2 – 0 | Oldenzaal | Stadion: De Vijverberg, Doetinchem Toeschouwers: 4.500 |
| 26 augustus 1962 | Henk Nieland (e.d.) 32' Chris Hartjes 51' |       |           | Stadion: De Vijverberg, Doetinchem Toeschouwers: 4.500 |
| 26 augustus 1962 |                                           |       |           | Stadion: De Vijverberg, Doetinchem Toeschouwers: 4.500 |
| 26 augustus 1962 |                                           |       |           | Stadion: De Vijverberg, Doetinchem Toeschouwers: 4.500 |
|                  |                                           |       |           |                                                        |

## Speelronde 2
|                  |          |                   |     |                                                   |
| 2 september 1962 | Be Quick | 0 – 1             | VSV | Stadion: Esserberg, Groningen Toeschouwers: 3.000 |
| 2 september 1962 |          | 82' Fred Dikstaal |     | Stadion: Esserberg, Groningen Toeschouwers: 3.000 |
| 2 september 1962 |          |                   |     | Stadion: Esserberg, Groningen Toeschouwers: 3.000 |
| 2 september 1962 |          |                   |     | Stadion: Esserberg, Groningen Toeschouwers: 3.000 |
|                  |          |                   |     |                                                   |

|                  |                                          |       |            |                                                       |
| 2 september 1962 | Oldenzaal                                | 2 – 0 | Wageningen | Stadion: Het Heuveltje, Oldenzaal Toeschouwers: 2.000 |
| 2 september 1962 | Bennie Stuivenberg 23' Henk Kalsbeek 73' |       |            | Stadion: Het Heuveltje, Oldenzaal Toeschouwers: 2.000 |
| 2 september 1962 |                                          |       |            | Stadion: Het Heuveltje, Oldenzaal Toeschouwers: 2.000 |
| 2 september 1962 |                                          |       |            | Stadion: Het Heuveltje, Oldenzaal Toeschouwers: 2.000 |
|                  |                                          |       |            |                                                       |

|                  |                                 |       |                             |                                                              |
| 2 september 1962 | Alkmaar                         | 2 – 2 | Zwolsche Boys               | Stadion: Gemeentelijk Sportpark, Alkmaar Toeschouwers: 5.000 |
| 2 september 1962 | Tibor Lőrincz 75' Siem Tijm 90' |       | –', 80' Karel van der Woude | Stadion: Gemeentelijk Sportpark, Alkmaar Toeschouwers: 5.000 |
| 2 september 1962 |                                 |       |                             | Stadion: Gemeentelijk Sportpark, Alkmaar Toeschouwers: 5.000 |
| 2 september 1962 |                                 |       |                             | Stadion: Gemeentelijk Sportpark, Alkmaar Toeschouwers: 5.000 |
|                  |                                 |       |                             |                                                              |

|                  |     |                                                      |     |                                                     |
| 2 september 1962 | ZFC | 0 – 4                                                | KFC | Stadion: Westzanerdijk, Zaandam Toeschouwers: 5.000 |
| 2 september 1962 |     | 21', 82' Henk van Vlierden 25', 39' Dick Bosschieter |     | Stadion: Westzanerdijk, Zaandam Toeschouwers: 5.000 |
| 2 september 1962 |     |                                                      |     | Stadion: Westzanerdijk, Zaandam Toeschouwers: 5.000 |
| 2 september 1962 |     |                                                      |     | Stadion: Westzanerdijk, Zaandam Toeschouwers: 5.000 |
|                  |     |                                                      |     |                                                     |

|                  |                                                            |       |               |                                                |
| 2 september 1962 | Tubantia                                                   | 3 – 0 | De Graafschap | Stadion: Veldwijk, Hengelo Toeschouwers: 4.000 |
| 2 september 1962 | Wim Assink 28' Frans Olde Riekerink 52' Bennie Haghuis 86' |       |               | Stadion: Veldwijk, Hengelo Toeschouwers: 4.000 |
| 2 september 1962 |                                                            |       |               | Stadion: Veldwijk, Hengelo Toeschouwers: 4.000 |
| 2 september 1962 |                                                            |       |               | Stadion: Veldwijk, Hengelo Toeschouwers: 4.000 |
|                  |                                                            |       |               |                                                |

|                  |                                        |       |                                     |                                                          |
| 2 september 1962 | Vitesse                                | 3 – 2 | Leeuwarden                          | Stadion: Nieuw-Monnikenhuize, Arnhem Toeschouwers: 5.000 |
| 2 september 1962 | Gerard Maurits 12' Jan Seelen 20', 30' |       | 10' Ben de Vries 88' Dirk Roelfsema | Stadion: Nieuw-Monnikenhuize, Arnhem Toeschouwers: 5.000 |
| 2 september 1962 |                                        |       |                                     | Stadion: Nieuw-Monnikenhuize, Arnhem Toeschouwers: 5.000 |
| 2 september 1962 |                                        |       |                                     | Stadion: Nieuw-Monnikenhuize, Arnhem Toeschouwers: 5.000 |
|                  |                                        |       |                                     |                                                          |

|                  |                                 |       |                      |                                                     |
| 2 september 1962 | Stormvogels                     | 2 – 2 | N.E.C.               | Stadion: Schoonenberg, IJmuiden Toeschouwers: 2.500 |
| 2 september 1962 | Leo Nieuwenhuis Theo van Kampen |       | –', –' Hans Verhagen | Stadion: Schoonenberg, IJmuiden Toeschouwers: 2.500 |
| 2 september 1962 |                                 |       |                      | Stadion: Schoonenberg, IJmuiden Toeschouwers: 2.500 |
| 2 september 1962 |                                 |       |                      | Stadion: Schoonenberg, IJmuiden Toeschouwers: 2.500 |
|                  |                                 |       |                      |                                                     |

|                  |                                                                                 |       |                     |                                                |
| 2 september 1962 | Heerenveen                                                                      | 5 – 1 | AGOVV               | Stadion: Noord, Heerenveen Toeschouwers: 4.000 |
| 2 september 1962 | Piet Fleur 19', 84' Nico Temming (e.d.) 66' Klaas Oosterhof 67' Henk Hainje 85' |       | 75' Sietze de Vries | Stadion: Noord, Heerenveen Toeschouwers: 4.000 |
| 2 september 1962 |                                                                                 |       |                     | Stadion: Noord, Heerenveen Toeschouwers: 4.000 |
| 2 september 1962 |                                                                                 |       |                     | Stadion: Noord, Heerenveen Toeschouwers: 4.000 |
|                  |                                                                                 |       |                     |                                                |

## Speelronde 3
|                  |                                                                                       |       |                    |                                                                 |
| 9 september 1962 | Leeuwarden                                                                            | 5 – 1 | Be Quick           | Stadion: Gemeentelijk Sportpark, Leeuwarden Toeschouwers: 4.500 |
| 9 september 1962 | Jaap Advocaat 4', –' Ben de Vries 48' Johannes (Hampie) Bakker 58' Dirk Roelfsema 65' |       | 85' Johan Wieringa | Stadion: Gemeentelijk Sportpark, Leeuwarden Toeschouwers: 4.500 |
| 9 september 1962 |                                                                                       |       |                    | Stadion: Gemeentelijk Sportpark, Leeuwarden Toeschouwers: 4.500 |
| 9 september 1962 |                                                                                       |       |                    | Stadion: Gemeentelijk Sportpark, Leeuwarden Toeschouwers: 4.500 |
|                  |                                                                                       |       |                    |                                                                 |

|                  |                                         |       |           |                                                       |
| 9 september 1962 | N.E.C.                                  | 3 – 0 | Oldenzaal | Stadion: Goffertstadion, Nijmegen Toeschouwers: 6.000 |
| 9 september 1962 | Jan van Boxtel 38', –' Cor Smulders 42' |       |           | Stadion: Goffertstadion, Nijmegen Toeschouwers: 6.000 |
| 9 september 1962 |                                         |       |           | Stadion: Goffertstadion, Nijmegen Toeschouwers: 6.000 |
| 9 september 1962 |                                         |       |           | Stadion: Goffertstadion, Nijmegen Toeschouwers: 6.000 |
|                  |                                         |       |           |                                                       |

|                  |               |       |                                  |                                                              |
| 9 september 1962 | Alkmaar       | 1 – 2 | Heerenveen                       | Stadion: Gemeentelijk Sportpark, Alkmaar Toeschouwers: 4.000 |
| 9 september 1962 | Siem Tijm 57' |       | 63' Henk Hainje 90' Tonny Lupker | Stadion: Gemeentelijk Sportpark, Alkmaar Toeschouwers: 4.000 |
| 9 september 1962 |               |       |                                  | Stadion: Gemeentelijk Sportpark, Alkmaar Toeschouwers: 4.000 |
| 9 september 1962 |               |       |                                  | Stadion: Gemeentelijk Sportpark, Alkmaar Toeschouwers: 4.000 |
|                  |               |       |                                  |                                                              |

|                  |                           |       |                          |                                                        |
| 9 september 1962 | VSV                       | 2 – 2 | ZFC                      | Stadion: Schoonenberg, Velserbroek Toeschouwers: 2.500 |
| 9 september 1962 | Fred André Ger Farenhorst |       | –', –' Ton van der Linde | Stadion: Schoonenberg, Velserbroek Toeschouwers: 2.500 |
| 9 september 1962 |                           |       |                          | Stadion: Schoonenberg, Velserbroek Toeschouwers: 2.500 |
| 9 september 1962 |                           |       |                          | Stadion: Schoonenberg, Velserbroek Toeschouwers: 2.500 |
|                  |                           |       |                          |                                                        |

|                  |                                             |       |                                                       |                                                             |
| 9 september 1962 | Wageningen                                  | 4 – 4 | Tubantia                                              | Stadion: De Wageningse Berg, Wageningen Toeschouwers: 4.500 |
| 9 september 1962 | Ton van de Weerd –', –', –' Frans van Ernst |       | Henk ten Brink –', –' Klaas Snip Frans Olde Riekerink | Stadion: De Wageningse Berg, Wageningen Toeschouwers: 4.500 |
| 9 september 1962 |                                             |       |                                                       | Stadion: De Wageningse Berg, Wageningen Toeschouwers: 4.500 |
| 9 september 1962 |                                             |       |                                                       | Stadion: De Wageningse Berg, Wageningen Toeschouwers: 4.500 |
|                  |                                             |       |                                                       |                                                             |

|                  |            |       |                |                                                            |
| 9 september 1962 | Zwartemeer | 1 – 1 | Vitesse        | Stadion: Mr. Ovingstraat, Klazienaveen Toeschouwers: 2.500 |
| 9 september 1962 | Jan Smit   |       | 48' Jan Seelen | Stadion: Mr. Ovingstraat, Klazienaveen Toeschouwers: 2.500 |
| 9 september 1962 |            |       |                | Stadion: Mr. Ovingstraat, Klazienaveen Toeschouwers: 2.500 |
| 9 september 1962 |            |       |                | Stadion: Mr. Ovingstraat, Klazienaveen Toeschouwers: 2.500 |
|                  |            |       |                |                                                            |

|                  |                                |       |             |                                                           |
| 9 september 1962 | KFC                            | 2 – 0 | Stormvogels | Stadion: Breestraat, Koog aan de Zaan Toeschouwers: 2.000 |
| 9 september 1962 | Dick van Nek Henk van Vlierden |       |             | Stadion: Breestraat, Koog aan de Zaan Toeschouwers: 2.000 |
| 9 september 1962 |                                |       |             | Stadion: Breestraat, Koog aan de Zaan Toeschouwers: 2.000 |
| 9 september 1962 |                                |       |             | Stadion: Breestraat, Koog aan de Zaan Toeschouwers: 2.000 |
|                  |                                |       |             |                                                           |

|                  |                                   |       |                                |                                                        |
| 9 september 1962 | De Graafschap                     | 2 – 2 | AGOVV                          | Stadion: De Vijverberg, Doetinchem Toeschouwers: 6.000 |
| 9 september 1962 | Bertus Mensert 25' Cees Jager 34' |       | Wim Bakker 87' Sietze de Vries | Stadion: De Vijverberg, Doetinchem Toeschouwers: 6.000 |
| 9 september 1962 |                                   |       |                                | Stadion: De Vijverberg, Doetinchem Toeschouwers: 6.000 |
| 9 september 1962 |                                   |       |                                | Stadion: De Vijverberg, Doetinchem Toeschouwers: 6.000 |
|                  |                                   |       |                                |                                                        |

## Speelronde 4
|                   |                     |       |                                     |                                                          |
| 16 september 1962 | Vitesse             | 2 – 2 | Zwolsche Boys                       | Stadion: Nieuw-Monnikenhuize, Arnhem Toeschouwers: 6.500 |
| 16 september 1962 | Jan Seelen 53', 73' |       | 45' Jan de Vries 77' Tjeerd Henstra | Stadion: Nieuw-Monnikenhuize, Arnhem Toeschouwers: 6.500 |
| 16 september 1962 |                     |       |                                     | Stadion: Nieuw-Monnikenhuize, Arnhem Toeschouwers: 6.500 |
| 16 september 1962 |                     |       |                                     | Stadion: Nieuw-Monnikenhuize, Arnhem Toeschouwers: 6.500 |
|                   |                     |       |                                     |                                                          |

|                   |                                  |       |                       |                                                     |
| 16 september 1962 | Stormvogels                      | 2 – 2 | VSV                   | Stadion: Schoonenberg, IJmuiden Toeschouwers: 7.500 |
| 16 september 1962 | Bert van Wooning Theo van Kampen |       | Ron Versluis Cor Brom | Stadion: Schoonenberg, IJmuiden Toeschouwers: 7.500 |
| 16 september 1962 |                                  |       |                       | Stadion: Schoonenberg, IJmuiden Toeschouwers: 7.500 |
| 16 september 1962 |                                  |       |                       | Stadion: Schoonenberg, IJmuiden Toeschouwers: 7.500 |
|                   |                                  |       |                       |                                                     |

|                   |                                                         |       |                             |                                                    |
| 16 september 1962 | AGOVV                                                   | 4 – 1 | Wageningen                  | Stadion: Berg & Bos, Apeldoorn Toeschouwers: 6.000 |
| 16 september 1962 | Kees Nijdeken 37' Sietze de Vries –', –' Herman de Jong |       | Ton (Charley) van der Weerd | Stadion: Berg & Bos, Apeldoorn Toeschouwers: 6.000 |
| 16 september 1962 |                                                         |       |                             | Stadion: Berg & Bos, Apeldoorn Toeschouwers: 6.000 |
| 16 september 1962 |                                                         |       |                             | Stadion: Berg & Bos, Apeldoorn Toeschouwers: 6.000 |
|                   |                                                         |       |                             |                                                    |

|                   |                      |       |                 |                                                   |
| 16 september 1962 | Be Quick             | 1 – 1 | Zwartemeer      | Stadion: Esserberg, Groningen Toeschouwers: 1.500 |
| 16 september 1962 | Herman Mengerink 24' |       | 17' Hans Kalter | Stadion: Esserberg, Groningen Toeschouwers: 1.500 |
| 16 september 1962 |                      |       |                 | Stadion: Esserberg, Groningen Toeschouwers: 1.500 |
| 16 september 1962 |                      |       |                 | Stadion: Esserberg, Groningen Toeschouwers: 1.500 |
|                   |                      |       |                 |                                                   |

|                   |                                          |       |     |                                                       |
| 16 september 1962 | Oldenzaal                                | 2 – 0 | KFC | Stadion: Het Heuveltje, Oldenzaal Toeschouwers: 2.000 |
| 16 september 1962 | Johan Beuvink 71' Bennie Stuivenberg 85' |       |     | Stadion: Het Heuveltje, Oldenzaal Toeschouwers: 2.000 |
| 16 september 1962 |                                          |       |     | Stadion: Het Heuveltje, Oldenzaal Toeschouwers: 2.000 |
| 16 september 1962 |                                          |       |     | Stadion: Het Heuveltje, Oldenzaal Toeschouwers: 2.000 |
|                   |                                          |       |     |                                                       |

|                   |                |       |               |                                                |
| 16 september 1962 | Heerenveen     | 1 – 0 | De Graafschap | Stadion: Noord, Heerenveen Toeschouwers: 4.500 |
| 16 september 1962 | Henk Weide 75' |       |               | Stadion: Noord, Heerenveen Toeschouwers: 4.500 |
| 16 september 1962 |                |       |               | Stadion: Noord, Heerenveen Toeschouwers: 4.500 |
| 16 september 1962 |                |       |               | Stadion: Noord, Heerenveen Toeschouwers: 4.500 |
|                   |                |       |               |                                                |

|                   |                                                          |       |            |                                                     |
| 16 september 1962 | ZFC                                                      | 4 – 0 | Leeuwarden | Stadion: Westzanerdijk, Zaandam Toeschouwers: 2.000 |
| 16 september 1962 | Piet Blok 11' Jan Brouwer (pen) 14', (pen) 65' Cees Baay |       |            | Stadion: Westzanerdijk, Zaandam Toeschouwers: 2.000 |
| 16 september 1962 |                                                          |       |            | Stadion: Westzanerdijk, Zaandam Toeschouwers: 2.000 |
| 16 september 1962 |                                                          |       |            | Stadion: Westzanerdijk, Zaandam Toeschouwers: 2.000 |
|                   |                                                          |       |            |                                                     |

|                   |                |       |                                             |                            |
| 16 september 1962 | Tubantia       | 1 – 3 | N.E.C.                                      | Stadion: Veldwijk, Hengelo |
| 16 september 1962 | Klaas Snip 77' |       | 5' Hans Verhagen Ben Werts 39' Cor Smulders | Stadion: Veldwijk, Hengelo |
| 16 september 1962 |                |       |                                             | Stadion: Veldwijk, Hengelo |
| 16 september 1962 |                |       |                                             | Stadion: Veldwijk, Hengelo |
|                   |                |       |                                             |                            |

## Speelronde 5
|                   |               |       |          |                                                             |
| 23 september 1962 | Zwolsche Boys | 0 – 0 | Be Quick | Stadion: Gemeentelijk Sportpark, Zwolle Toeschouwers: 5.000 |
| 23 september 1962 |               |       |          | Stadion: Gemeentelijk Sportpark, Zwolle Toeschouwers: 5.000 |
| 23 september 1962 |               |       |          | Stadion: Gemeentelijk Sportpark, Zwolle Toeschouwers: 5.000 |
| 23 september 1962 |               |       |          | Stadion: Gemeentelijk Sportpark, Zwolle Toeschouwers: 5.000 |
|                   |               |       |          |                                                             |

|                   |                                                      |       |                                  |                                                        |
| 23 september 1962 | VSV                                                  | 4 – 1 | Oldenzaal                        | Stadion: Schoonenberg, Velserbroek Toeschouwers: 2.500 |
| 23 september 1962 | Ron Versluis 1' Tjeerd Kort (pen) , (pen) Fred André |       | 30' Henk Kalsbeek Johan Beuviknk | Stadion: Schoonenberg, Velserbroek Toeschouwers: 2.500 |
| 23 september 1962 |                                                      |       |                                  | Stadion: Schoonenberg, Velserbroek Toeschouwers: 2.500 |
| 23 september 1962 |                                                      |       |                                  | Stadion: Schoonenberg, Velserbroek Toeschouwers: 2.500 |
|                   |                                                      |       |                                  |                                                        |

|                   |                                                       |       |               |                                                             |
| 23 september 1962 | Wageningen                                            | 3 – 1 | De Graafschap | Stadion: De Wageningse Berg, Wageningen Toeschouwers: 5.000 |
| 23 september 1962 | Ton van de Weerd 31' Joop Daalderop 34' Epi Drost 75' |       | Theo Huls     | Stadion: De Wageningse Berg, Wageningen Toeschouwers: 5.000 |
| 23 september 1962 |                                                       |       |               | Stadion: De Wageningse Berg, Wageningen Toeschouwers: 5.000 |
| 23 september 1962 |                                                       |       |               | Stadion: De Wageningse Berg, Wageningen Toeschouwers: 5.000 |
|                   |                                                       |       |               |                                                             |

|                   |            |                                      |     |                                                            |
| 23 september 1962 | Zwartemeer | 0 – 2                                | ZFC | Stadion: Mr. Ovingstraat, Klazienaveen Toeschouwers: 2.500 |
| 23 september 1962 |            | Piet van der Bor 75' Jos van Helvert |     | Stadion: Mr. Ovingstraat, Klazienaveen Toeschouwers: 2.500 |
| 23 september 1962 |            |                                      |     | Stadion: Mr. Ovingstraat, Klazienaveen Toeschouwers: 2.500 |
| 23 september 1962 |            |                                      |     | Stadion: Mr. Ovingstraat, Klazienaveen Toeschouwers: 2.500 |
|                   |            |                                      |     |                                                            |

|                   |                                       |       |                |                                                           |
| 23 september 1962 | KFC                                   | 2 – 1 | Tubantia       | Stadion: Breestraat, Koog aan de Zaan Toeschouwers: 2.500 |
| 23 september 1962 | Henk van Vlierden 7' Dick van Nek 72' |       | 48' Klaas Snip | Stadion: Breestraat, Koog aan de Zaan Toeschouwers: 2.500 |
| 23 september 1962 |                                       |       |                | Stadion: Breestraat, Koog aan de Zaan Toeschouwers: 2.500 |
| 23 september 1962 |                                       |       |                | Stadion: Breestraat, Koog aan de Zaan Toeschouwers: 2.500 |
|                   |                                       |       |                |                                                           |

|                   |               |       |                                       |                                                              |
| 23 september 1962 | Alkmaar       | 1 – 2 | Vitesse                               | Stadion: Gemeentelijk Sportpark, Alkmaar Toeschouwers: 5.000 |
| 23 september 1962 | Siem Tijm 72' |       | 20' Willi Drehmann 35' Theo Slijkhuis | Stadion: Gemeentelijk Sportpark, Alkmaar Toeschouwers: 5.000 |
| 23 september 1962 |               |       |                                       | Stadion: Gemeentelijk Sportpark, Alkmaar Toeschouwers: 5.000 |
| 23 september 1962 |               |       |                                       | Stadion: Gemeentelijk Sportpark, Alkmaar Toeschouwers: 5.000 |
|                   |               |       |                                       |                                                              |

|                   |                                         |       |                                                          |                                                                 |
| 23 september 1962 | Leeuwarden                              | 2 – 3 | Stormvogels                                              | Stadion: Gemeentelijk Sportpark, Leeuwarden Toeschouwers: 4.000 |
| 23 september 1962 | Dirk Roelfsema 6' Joop Ruiter (pen) 60' |       | Leo Nieuwenhuis Koos van Weerlee 52' Piet van Duivenbode | Stadion: Gemeentelijk Sportpark, Leeuwarden Toeschouwers: 4.000 |
| 23 september 1962 |                                         |       |                                                          | Stadion: Gemeentelijk Sportpark, Leeuwarden Toeschouwers: 4.000 |
| 23 september 1962 |                                         |       |                                                          | Stadion: Gemeentelijk Sportpark, Leeuwarden Toeschouwers: 4.000 |
|                   |                                         |       |                                                          |                                                                 |

|                   |                        |       |                     |                                                        |
| 23 september 1962 | N.E.C.                 | 2 – 1 | AGOVV               | Stadion: Goffertstadion, Nijmegen Toeschouwers: 16.000 |
| 23 september 1962 | Frans Stallen 5', 57–' |       | 62' Sietze de Vries | Stadion: Goffertstadion, Nijmegen Toeschouwers: 16.000 |
| 23 september 1962 |                        |       |                     | Stadion: Goffertstadion, Nijmegen Toeschouwers: 16.000 |
| 23 september 1962 |                        |       |                     | Stadion: Goffertstadion, Nijmegen Toeschouwers: 16.000 |
|                   |                        |       |                     |                                                        |

## Speelronde 6
|                   |          |                                   |         |                                                   |
| 30 september 1962 | Be Quick | 0 – 3                             | Alkmaar | Stadion: Esserberg, Groningen Toeschouwers: 2.000 |
| 30 september 1962 |          | 30' János Hanek 55', -' Siem Tijm |         | Stadion: Esserberg, Groningen Toeschouwers: 2.000 |
| 30 september 1962 |          |                                   |         | Stadion: Esserberg, Groningen Toeschouwers: 2.000 |
| 30 september 1962 |          |                                   |         | Stadion: Esserberg, Groningen Toeschouwers: 2.000 |
|                   |          |                                   |         |                                                   |

|                   |                   |       |                 |                                                       |
| 30 september 1962 | Oldenzaal         | 1 – 1 | Leeuwarden      | Stadion: Het Heuveltje, Oldenzaal Toeschouwers: 2.500 |
| 30 september 1962 | Janny Hulsink 63' |       | 6' Ben de Vries | Stadion: Het Heuveltje, Oldenzaal Toeschouwers: 2.500 |
| 30 september 1962 |                   |       |                 | Stadion: Het Heuveltje, Oldenzaal Toeschouwers: 2.500 |
| 30 september 1962 |                   |       |                 | Stadion: Het Heuveltje, Oldenzaal Toeschouwers: 2.500 |
|                   |                   |       |                 |                                                       |

|                   |               |       |        |                                                        |
| 30 september 1962 | De Graafschap | 1 – 0 | N.E.C. | Stadion: De Vijverberg, Doetinchem Toeschouwers: 7.500 |
| 30 september 1962 | Jan Roes 80'  |       |        | Stadion: De Vijverberg, Doetinchem Toeschouwers: 7.500 |
| 30 september 1962 |               |       |        | Stadion: De Vijverberg, Doetinchem Toeschouwers: 7.500 |
| 30 september 1962 |               |       |        | Stadion: De Vijverberg, Doetinchem Toeschouwers: 7.500 |
|                   |               |       |        |                                                        |

|                   |     |       |               |                                                     |
| 30 september 1962 | ZFC | 0 – 0 | Zwolsche Boys | Stadion: Westzanerdijk, Zaandam Toeschouwers: 2.500 |
| 30 september 1962 |     |       |               | Stadion: Westzanerdijk, Zaandam Toeschouwers: 2.500 |
| 30 september 1962 |     |       |               | Stadion: Westzanerdijk, Zaandam Toeschouwers: 2.500 |
| 30 september 1962 |     |       |               | Stadion: Westzanerdijk, Zaandam Toeschouwers: 2.500 |
|                   |     |       |               |                                                     |

|                   |                                                |       |              |                                                |
| 30 september 1962 | Tubantia                                       | 3 – 1 | VSV          | Stadion: Veldwijk, Hengelo Toeschouwers: 4.000 |
| 30 september 1962 | Henk ten Brink Wim Assink Frans Olde Riekerink |       | Ron Versluis | Stadion: Veldwijk, Hengelo Toeschouwers: 4.000 |
| 30 september 1962 |                                                |       |              | Stadion: Veldwijk, Hengelo Toeschouwers: 4.000 |
| 30 september 1962 |                                                |       |              | Stadion: Veldwijk, Hengelo Toeschouwers: 4.000 |
|                   |                                                |       |              |                                                |

|                   |                  |       |                    |                                                |
| 30 september 1962 | Heerenveen       | 1 – 1 | Wageningen         | Stadion: Noord, Heerenveen Toeschouwers: 3.000 |
| 30 september 1962 | Sicco Kuiper 62' |       | 65' Joop Daalderop | Stadion: Noord, Heerenveen Toeschouwers: 3.000 |
| 30 september 1962 |                  |       |                    | Stadion: Noord, Heerenveen Toeschouwers: 3.000 |
| 30 september 1962 |                  |       |                    | Stadion: Noord, Heerenveen Toeschouwers: 3.000 |
|                   |                  |       |                    |                                                |

|                   |                  |       |            |                                                     |
| 30 september 1962 | Stormvogels      | 2 – 0 | Zwartemeer | Stadion: Schoonenberg, IJmuiden Toeschouwers: 1.750 |
| 30 september 1962 | Ko Bakker –', –' |       |            | Stadion: Schoonenberg, IJmuiden Toeschouwers: 1.750 |
| 30 september 1962 |                  |       |            | Stadion: Schoonenberg, IJmuiden Toeschouwers: 1.750 |
| 30 september 1962 |                  |       |            | Stadion: Schoonenberg, IJmuiden Toeschouwers: 1.750 |
|                   |                  |       |            |                                                     |

|                   |                  |       |                         |                                                    |
| 30 september 1962 | AGOVV            | 1 – 1 | KFC                     | Stadion: Berg & Bos, Apeldoorn Toeschouwers: 6.000 |
| 30 september 1962 | Joop Hartjes 72' |       | 74' (pen) Cees Molenaar | Stadion: Berg & Bos, Apeldoorn Toeschouwers: 6.000 |
| 30 september 1962 |                  |       |                         | Stadion: Berg & Bos, Apeldoorn Toeschouwers: 6.000 |
| 30 september 1962 |                  |       |                         | Stadion: Berg & Bos, Apeldoorn Toeschouwers: 6.000 |
|                   |                  |       |                         |                                                    |

## Speelronde 7
|                |                 |       |     |                                                              |
| 7 oktober 1962 | Alkmaar         | 1 – 0 | ZFC | Stadion: Gemeentelijk Sportpark, Alkmaar Toeschouwers: 6.000 |
| 7 oktober 1962 | János Hanek 40' |       |     | Stadion: Gemeentelijk Sportpark, Alkmaar Toeschouwers: 6.000 |
| 7 oktober 1962 |                 |       |     | Stadion: Gemeentelijk Sportpark, Alkmaar Toeschouwers: 6.000 |
| 7 oktober 1962 |                 |       |     | Stadion: Gemeentelijk Sportpark, Alkmaar Toeschouwers: 6.000 |
|                |                 |       |     |                                                              |

|                |                                              |       |                                                              |                                                                 |
| 7 oktober 1962 | Leeuwarden                                   | 4 – 4 | Tubantia                                                     | Stadion: Gemeentelijk Sportpark, Leeuwarden Toeschouwers: 4.000 |
| 7 oktober 1962 | Dirk Roelfsema 13', 30', 73' Joop Ruiter 67' |       | 23', 78' Frans Olde Riekerink 55' Klaas Snip Hennie ter Beek | Stadion: Gemeentelijk Sportpark, Leeuwarden Toeschouwers: 4.000 |
| 7 oktober 1962 |                                              |       |                                                              | Stadion: Gemeentelijk Sportpark, Leeuwarden Toeschouwers: 4.000 |
| 7 oktober 1962 |                                              |       |                                                              | Stadion: Gemeentelijk Sportpark, Leeuwarden Toeschouwers: 4.000 |
|                |                                              |       |                                                              |                                                                 |

|                |                            |       |                                                     |                                                        |
| 7 oktober 1962 | N.E.C.                     | 2 – 4 | Wageningen                                          | Stadion: Goffertstadion, Nijmegen Toeschouwers: 15.000 |
| 7 oktober 1962 | Cor Smulders Pauke Meijers |       | –', –' Epi Drost 65' Bart van Ingen Frans van Ernst | Stadion: Goffertstadion, Nijmegen Toeschouwers: 15.000 |
| 7 oktober 1962 |                            |       |                                                     | Stadion: Goffertstadion, Nijmegen Toeschouwers: 15.000 |
| 7 oktober 1962 |                            |       |                                                     | Stadion: Goffertstadion, Nijmegen Toeschouwers: 15.000 |
|                |                            |       |                                                     |                                                        |

|                |               |                                       |             |                                                             |
| 7 oktober 1962 | Zwolsche Boys | 0 – 3                                 | Stormvogels | Stadion: Gemeentelijk Sportpark, Zwolle Toeschouwers: 4.000 |
| 7 oktober 1962 |               | 13', 44' Ko Bakker 40' Wim van Kampen |             | Stadion: Gemeentelijk Sportpark, Zwolle Toeschouwers: 4.000 |
| 7 oktober 1962 |               |                                       |             | Stadion: Gemeentelijk Sportpark, Zwolle Toeschouwers: 4.000 |
| 7 oktober 1962 |               |                                       |             | Stadion: Gemeentelijk Sportpark, Zwolle Toeschouwers: 4.000 |
|                |               |                                       |             |                                                             |

|                |                         |       |              |                                                        |
| 7 oktober 1962 | VSV                     | 2 – 1 | AGOVV        | Stadion: Schoonenberg, Velserbroek Toeschouwers: 2.500 |
| 7 oktober 1962 | Ger Farenhorst 30', 78' |       | Joop Hartjes | Stadion: Schoonenberg, Velserbroek Toeschouwers: 2.500 |
| 7 oktober 1962 |                         |       |              | Stadion: Schoonenberg, Velserbroek Toeschouwers: 2.500 |
| 7 oktober 1962 |                         |       |              | Stadion: Schoonenberg, Velserbroek Toeschouwers: 2.500 |
|                |                         |       |              |                                                        |

|                |                                                                  |       |            |                                                                  |
| 7 oktober 1962 | Vitesse                                                          | 4 – 1 | Heerenveen | Stadion: Nieuw-Monnikenhuize, Arnhem Toeschouwers: 8.000VV Zware |
| 7 oktober 1962 | Gerard Maurits 15' Jan Seelen Toon Huiberts (pen) Theo Slijkhuis |       | Eise Bosma | Stadion: Nieuw-Monnikenhuize, Arnhem Toeschouwers: 8.000VV Zware |
| 7 oktober 1962 |                                                                  |       |            | Stadion: Nieuw-Monnikenhuize, Arnhem Toeschouwers: 8.000VV Zware |
| 7 oktober 1962 |                                                                  |       |            | Stadion: Nieuw-Monnikenhuize, Arnhem Toeschouwers: 8.000VV Zware |
|                |                                                                  |       |            |                                                                  |

|                |                       |       |                                  |                                                            |
| 7 oktober 1962 | Zwartemeer            | 3 – 2 | Oldenzaal                        | Stadion: Mr. Ovingstraat, Klazienaveen Toeschouwers: 2.000 |
| 7 oktober 1962 | Jan Smit 4', 24', 49' |       | Henk Kalsbeek (pen) Henk Nieland | Stadion: Mr. Ovingstraat, Klazienaveen Toeschouwers: 2.000 |
| 7 oktober 1962 |                       |       |                                  | Stadion: Mr. Ovingstraat, Klazienaveen Toeschouwers: 2.000 |
| 7 oktober 1962 |                       |       |                                  | Stadion: Mr. Ovingstraat, Klazienaveen Toeschouwers: 2.000 |
|                |                       |       |                                  |                                                            |

|                |                                                   |       |               |                                                           |
| 7 oktober 1962 | KFC                                               | 3 – 0 | De Graafschap | Stadion: Breestraat, Koog aan de Zaan Toeschouwers: 2.000 |
| 7 oktober 1962 | Hennie Keuben (e.d.) Martin de Leeuw Dick van Nek |       |               | Stadion: Breestraat, Koog aan de Zaan Toeschouwers: 2.000 |
| 7 oktober 1962 |                                                   |       |               | Stadion: Breestraat, Koog aan de Zaan Toeschouwers: 2.000 |
| 7 oktober 1962 |                                                   |       |               | Stadion: Breestraat, Koog aan de Zaan Toeschouwers: 2.000 |
|                |                                                   |       |               |                                                           |

## Speelronde 8
|                 |                                                          |       |                                                  |                                                    |
| 21 oktober 1962 | AGOVV                                                    | 3 – 3 | Leeuwarden                                       | Stadion: Berg & Bos, Apeldoorn Toeschouwers: 5.000 |
| 21 oktober 1962 | Gerard Brouwer 2' Sietze de Vries 53' Henk Kanselaar 74' |       | 5' Joop Ruiter 39' Piet de Koe 85' Jaap Advocaat | Stadion: Berg & Bos, Apeldoorn Toeschouwers: 5.000 |
| 21 oktober 1962 |                                                          |       |                                                  | Stadion: Berg & Bos, Apeldoorn Toeschouwers: 5.000 |
| 21 oktober 1962 |                                                          |       |                                                  | Stadion: Berg & Bos, Apeldoorn Toeschouwers: 5.000 |
|                 |                                                          |       |                                                  |                                                    |

|                 |                 |       |                                               |                                                |
| 21 oktober 1962 | Heerenveen      | 1 – 4 | N.E.C.                                        | Stadion: Noord, Heerenveen Toeschouwers: 3.000 |
| 21 oktober 1962 | Henk Hainje 70' |       | 37', 72', 80' Hans Verhagen 51' Frans Stallen | Stadion: Noord, Heerenveen Toeschouwers: 3.000 |
| 21 oktober 1962 |                 |       |                                               | Stadion: Noord, Heerenveen Toeschouwers: 3.000 |
| 21 oktober 1962 |                 |       |                                               | Stadion: Noord, Heerenveen Toeschouwers: 3.000 |
|                 |                 |       |                                               |                                                |

|                 |                   |       |                    |                                                       |
| 21 oktober 1962 | Oldenzaal         | 1 – 1 | Zwolsche Boys      | Stadion: Het Heuveltje, Oldenzaal Toeschouwers: 2.500 |
| 21 oktober 1962 | Henk Kalsbeek 44' |       | 19' Gerard Lippold | Stadion: Het Heuveltje, Oldenzaal Toeschouwers: 2.500 |
| 21 oktober 1962 |                   |       |                    | Stadion: Het Heuveltje, Oldenzaal Toeschouwers: 2.500 |
| 21 oktober 1962 |                   |       |                    | Stadion: Het Heuveltje, Oldenzaal Toeschouwers: 2.500 |
|                 |                   |       |                    |                                                       |

|                 |               |                   |     |                                                        |
| 21 oktober 1962 | De Graafschap | 0 – 2             | VSV | Stadion: De Vijverberg, Doetinchem Toeschouwers: 3.500 |
| 21 oktober 1962 |               | –', –' Fred André |     | Stadion: De Vijverberg, Doetinchem Toeschouwers: 3.500 |
| 21 oktober 1962 |               |                   |     | Stadion: De Vijverberg, Doetinchem Toeschouwers: 3.500 |
| 21 oktober 1962 |               |                   |     | Stadion: De Vijverberg, Doetinchem Toeschouwers: 3.500 |
|                 |               |                   |     |                                                        |

|                 |          |       |         |                                                   |
| 21 oktober 1962 | Be Quick | 0 – 0 | Vitesse | Stadion: Esserberg, Groningen Toeschouwers: 2.500 |
| 21 oktober 1962 |          |       |         | Stadion: Esserberg, Groningen Toeschouwers: 2.500 |
| 21 oktober 1962 |          |       |         | Stadion: Esserberg, Groningen Toeschouwers: 2.500 |
| 21 oktober 1962 |          |       |         | Stadion: Esserberg, Groningen Toeschouwers: 2.500 |
|                 |          |       |         |                                                   |

|                 |                                               |       |                       |                                                |
| 21 oktober 1962 | Tubantia                                      | 5 – 2 | Zwartemeer            | Stadion: Veldwijk, Hengelo Toeschouwers: 3.000 |
| 21 oktober 1962 | Henk ten Brink 13' Klaas Snip 23', –', –', –' |       | 68', –' Teun Veenstra | Stadion: Veldwijk, Hengelo Toeschouwers: 3.000 |
| 21 oktober 1962 |                                               |       |                       | Stadion: Veldwijk, Hengelo Toeschouwers: 3.000 |
| 21 oktober 1962 |                                               |       |                       | Stadion: Veldwijk, Hengelo Toeschouwers: 3.000 |
|                 |                                               |       |                       |                                                |

|                 |            |                                                |     |                                                             |
| 21 oktober 1962 | Wageningen | 0 – 3                                          | KFC | Stadion: De Wageningse Berg, Wageningen Toeschouwers: 4.000 |
| 21 oktober 1962 |            | 2', 85' Henk van Vlierden 81' Dick Bosschieter |     | Stadion: De Wageningse Berg, Wageningen Toeschouwers: 4.000 |
| 21 oktober 1962 |            |                                                |     | Stadion: De Wageningse Berg, Wageningen Toeschouwers: 4.000 |
| 21 oktober 1962 |            |                                                |     | Stadion: De Wageningse Berg, Wageningen Toeschouwers: 4.000 |
|                 |            |                                                |     |                                                             |

|                 |              |       |         |                                                     |
| 21 oktober 1962 | Stormvogels  | 1 – 0 | Alkmaar | Stadion: Schoonenberg, IJmuiden Toeschouwers: 8.000 |
| 21 oktober 1962 | Ko Bakker 5' |       |         | Stadion: Schoonenberg, IJmuiden Toeschouwers: 8.000 |
| 21 oktober 1962 |              |       |         | Stadion: Schoonenberg, IJmuiden Toeschouwers: 8.000 |
| 21 oktober 1962 |              |       |         | Stadion: Schoonenberg, IJmuiden Toeschouwers: 8.000 |
|                 |              |       |         |                                                     |

## Speelronde 9
|                 |                                                          |       |            |                                                   |
| 28 oktober 1962 | Be Quick                                                 | 6 – 0 | Heerenveen | Stadion: Esserberg, Groningen Toeschouwers: 1.500 |
| 28 oktober 1962 | Johan Wieringa 21', 55', –', –', 90' Tinus Nijhoving 29' |       |            | Stadion: Esserberg, Groningen Toeschouwers: 1.500 |
| 28 oktober 1962 |                                                          |       |            | Stadion: Esserberg, Groningen Toeschouwers: 1.500 |
| 28 oktober 1962 |                                                          |       |            | Stadion: Esserberg, Groningen Toeschouwers: 1.500 |
|                 |                                                          |       |            |                                                   |

|                 |               |       |          |                                                             |
| 28 oktober 1962 | Zwolsche Boys | 0 – 0 | Tubantia | Stadion: Gemeentelijk Sportpark, Zwolle Toeschouwers: 4.000 |
| 28 oktober 1962 |               |       |          | Stadion: Gemeentelijk Sportpark, Zwolle Toeschouwers: 4.000 |
| 28 oktober 1962 |               |       |          | Stadion: Gemeentelijk Sportpark, Zwolle Toeschouwers: 4.000 |
| 28 oktober 1962 |               |       |          | Stadion: Gemeentelijk Sportpark, Zwolle Toeschouwers: 4.000 |
|                 |               |       |          |                                                             |

|                 |                                         |       |            |                                                        |
| 28 oktober 1962 | VSV                                     | 3 – 1 | Wageningen | Stadion: Schoonenberg, Velserbroek Toeschouwers: 2.500 |
| 28 oktober 1962 | Fred André Ger van Dolder Fred Dikstaal |       | Epi Drost  | Stadion: Schoonenberg, Velserbroek Toeschouwers: 2.500 |
| 28 oktober 1962 |                                         |       |            | Stadion: Schoonenberg, Velserbroek Toeschouwers: 2.500 |
| 28 oktober 1962 |                                         |       |            | Stadion: Schoonenberg, Velserbroek Toeschouwers: 2.500 |
|                 |                                         |       |            |                                                        |

|                 |                |       |     |                                                          |
| 28 oktober 1962 | Vitesse        | 1 – 0 | ZFC | Stadion: Nieuw-Monnikenhuize, Arnhem Toeschouwers: 8.000 |
| 28 oktober 1962 | Jan Seelen 28' |       |     | Stadion: Nieuw-Monnikenhuize, Arnhem Toeschouwers: 8.000 |
| 28 oktober 1962 |                |       |     | Stadion: Nieuw-Monnikenhuize, Arnhem Toeschouwers: 8.000 |
| 28 oktober 1962 |                |       |     | Stadion: Nieuw-Monnikenhuize, Arnhem Toeschouwers: 8.000 |
|                 |                |       |     |                                                          |

|                 |                                     |       |       |                                                            |
| 28 oktober 1962 | Zwartemeer                          | 2 – 0 | AGOVV | Stadion: Mr. Ovingstraat, Klazienaveen Toeschouwers: 1.500 |
| 28 oktober 1962 | Teun Veenstra 11' Tonny Roosken 20' |       |       | Stadion: Mr. Ovingstraat, Klazienaveen Toeschouwers: 1.500 |
| 28 oktober 1962 |                                     |       |       | Stadion: Mr. Ovingstraat, Klazienaveen Toeschouwers: 1.500 |
| 28 oktober 1962 |                                     |       |       | Stadion: Mr. Ovingstraat, Klazienaveen Toeschouwers: 1.500 |
|                 |                                     |       |       |                                                            |

|                 |                                                            |       |                          |                                                           |
| 28 oktober 1962 | KFC                                                        | 3 – 1 | N.E.C.                   | Stadion: Breestraat, Koog aan de Zaan Toeschouwers: 4.500 |
| 28 oktober 1962 | Cees Molenaar (pen) 26' Henk van Vlierden 64' Dick van Nek |       | 69' (e.d.) Cees Molenaar | Stadion: Breestraat, Koog aan de Zaan Toeschouwers: 4.500 |
| 28 oktober 1962 |                                                            |       |                          | Stadion: Breestraat, Koog aan de Zaan Toeschouwers: 4.500 |
| 28 oktober 1962 |                                                            |       |                          | Stadion: Breestraat, Koog aan de Zaan Toeschouwers: 4.500 |
|                 |                                                            |       |                          |                                                           |

|                 |                                 |       |           |                                                              |
| 28 oktober 1962 | Alkmaar                         | 2 – 0 | Oldenzaal | Stadion: Gemeentelijk Sportpark, Alkmaar Toeschouwers: 4.000 |
| 28 oktober 1962 | Wim Visser 14' Cor Heijmans 28' |       |           | Stadion: Gemeentelijk Sportpark, Alkmaar Toeschouwers: 4.000 |
| 28 oktober 1962 |                                 |       |           | Stadion: Gemeentelijk Sportpark, Alkmaar Toeschouwers: 4.000 |
| 28 oktober 1962 |                                 |       |           | Stadion: Gemeentelijk Sportpark, Alkmaar Toeschouwers: 4.000 |
|                 |                                 |       |           |                                                              |

|                 |                                                    |       |                           |                                                                 |
| 28 oktober 1962 | Leeuwarden                                         | 4 – 2 | De Graafschap             | Stadion: Gemeentelijk Sportpark, Leeuwarden Toeschouwers: 3.500 |
| 28 oktober 1962 | Dirk Roelfsema 20', 88' Piet de Koe 39', (pen) 41' |       | 47', 54' (pen) Cees Jager | Stadion: Gemeentelijk Sportpark, Leeuwarden Toeschouwers: 3.500 |
| 28 oktober 1962 |                                                    |       |                           | Stadion: Gemeentelijk Sportpark, Leeuwarden Toeschouwers: 3.500 |
| 28 oktober 1962 |                                                    |       |                           | Stadion: Gemeentelijk Sportpark, Leeuwarden Toeschouwers: 3.500 |
|                 |                                                    |       |                           |                                                                 |

## Speelronde 10
|                 | |       |          |                                                                     |
| 4 november 1962 | ZFC                                                                                                 | 6 – 0 | Be Quick | Stadion: Sportparkaan de Westzanerdijk, Zaandam Toeschouwers: 3.000 |
| 4 november 1962 | Rob de Vries 15' Jos van Helvert 35', -' Jan Brouwer 57' Ton van der Linde 75' Piet van der Bor 82' |       |          | Stadion: Sportparkaan de Westzanerdijk, Zaandam Toeschouwers: 3.000 |
| 4 november 1962 | |       |          | Stadion: Sportparkaan de Westzanerdijk, Zaandam Toeschouwers: 3.000 |
| 4 november 1962 | |       |          | Stadion: Sportparkaan de Westzanerdijk, Zaandam Toeschouwers: 3.000 |
|                 | |       |          |                                                                     |

|                 |                                        |       |               |                                                    |
| 4 november 1962 | AGOVV                                  | 2 – 0 | Zwolsche Boys | Stadion: Berg & Bos, Apeldoorn Toeschouwers: 3.500 |
| 4 november 1962 | Henk Kanselaar 15' Sietze de Vries 86' |       |               | Stadion: Berg & Bos, Apeldoorn Toeschouwers: 3.500 |
| 4 november 1962 |                                        |       |               | Stadion: Berg & Bos, Apeldoorn Toeschouwers: 3.500 |
| 4 november 1962 |                                        |       |               | Stadion: Berg & Bos, Apeldoorn Toeschouwers: 3.500 |
|                 |                                        |       |               |                                                    |

|                 |                                          |       |                           |                                                       |
| 4 november 1962 | N.E.C.                                   | 4 – 2 | VSV                       | Stadion: Goffertstadion, Nijmegen Toeschouwers: 8.000 |
| 4 november 1962 | Ben Werts 7', 40' Hans Verhagen 10', 30' |       | Fred André Ger Farenhorst | Stadion: Goffertstadion, Nijmegen Toeschouwers: 8.000 |
| 4 november 1962 |                                          |       |                           | Stadion: Goffertstadion, Nijmegen Toeschouwers: 8.000 |
| 4 november 1962 |                                          |       |                           | Stadion: Goffertstadion, Nijmegen Toeschouwers: 8.000 |
|                 |                                          |       |                           |                                                       |

|                 |                                           |       |                           |                                                     |
| 4 november 1962 | Stormvogels                               | 2 – 2 | Vitesse                   | Stadion: Schoonenberg, IJmuiden Toeschouwers: 5.500 |
| 4 november 1962 | Hans Kiewiet 60' Wim van Kampen (pen) 70' |       | Ben Jonker 50' Jan Seelen | Stadion: Schoonenberg, IJmuiden Toeschouwers: 5.500 |
| 4 november 1962 |                                           |       |                           | Stadion: Schoonenberg, IJmuiden Toeschouwers: 5.500 |
| 4 november 1962 |                                           |       |                           | Stadion: Schoonenberg, IJmuiden Toeschouwers: 5.500 |
|                 |                                           |       |                           |                                                     |

|                 |                     |       |                   |                                                        |
| 4 november 1962 | De Graafschap       | 2 – 1 | Zwartemeer        | Stadion: De Vijverberg, Doetinchem Toeschouwers: 3.500 |
| 4 november 1962 | Cees Jager –', 52–' |       | 12' Tonny Roosken | Stadion: De Vijverberg, Doetinchem Toeschouwers: 3.500 |
| 4 november 1962 |                     |       |                   | Stadion: De Vijverberg, Doetinchem Toeschouwers: 3.500 |
| 4 november 1962 |                     |       |                   | Stadion: De Vijverberg, Doetinchem Toeschouwers: 3.500 |
|                 |                     |       |                   |                                                        |

|                 |                                |       |                                         |                                                |
| 4 november 1962 | Heerenveen                     | 2 – 2 | KFC                                     | Stadion: Noord, Heerenveen Toeschouwers: 3.500 |
| 4 november 1962 | Henk Hainje 45' Piet Fleur 55' |       | 26' Henk van Vlierden 81' Cees Molenaar | Stadion: Noord, Heerenveen Toeschouwers: 3.500 |
| 4 november 1962 |                                |       |                                         | Stadion: Noord, Heerenveen Toeschouwers: 3.500 |
| 4 november 1962 |                                |       |                                         | Stadion: Noord, Heerenveen Toeschouwers: 3.500 |
|                 |                                |       |                                         |                                                |

|                 |                                                                         |       |                                    |                                                |
| 4 november 1962 | Tubantia                                                                | 3 – 3 | Alkmaar                            | Stadion: Veldwijk, Hengelo Toeschouwers: 4.500 |
| 4 november 1962 | Huub Scherpenisse 77' Frans Olde Riekerink 85' Bennie Haghuis (pen) 88' |       | 12' Siem Tijm 19', –' Cor Heijmans | Stadion: Veldwijk, Hengelo Toeschouwers: 4.500 |
| 4 november 1962 |                                                                         |       |                                    | Stadion: Veldwijk, Hengelo Toeschouwers: 4.500 |
| 4 november 1962 |                                                                         |       |                                    | Stadion: Veldwijk, Hengelo Toeschouwers: 4.500 |
|                 |                                                                         |       |                                    |                                                |

|                 |                             |       |                                    |                                                             |
| 4 november 1962 | Wageningen                  | 1 – 2 | Leeuwarden                         | Stadion: De Wageningse Berg, Wageningen Toeschouwers: 2.500 |
| 4 november 1962 | Gerrit van der Weerthof 65' |       | 15' Dirk Roelfsema 35' Piet de Koe | Stadion: De Wageningse Berg, Wageningen Toeschouwers: 2.500 |
| 4 november 1962 |                             |       |                                    | Stadion: De Wageningse Berg, Wageningen Toeschouwers: 2.500 |
| 4 november 1962 |                             |       |                                    | Stadion: De Wageningse Berg, Wageningen Toeschouwers: 2.500 |
|                 |                             |       |                                    |                                                             |

## Speelronde 11
|                  |                                                                                              |       |                |                                                   |
| 18 november 1962 | Be Quick                                                                                     | 5 – 1 | Stormvogels    | Stadion: Esserberg, Groningen Toeschouwers: 1.500 |
| 18 november 1962 | Gerard Oosterloo Johan Wieringa 6' Tinus Nijhoving 53' Herman Mengerink Ap Hansems –' (pen.) |       | 51' Jos Spruit | Stadion: Esserberg, Groningen Toeschouwers: 1.500 |
| 18 november 1962 |                                                                                              |       |                | Stadion: Esserberg, Groningen Toeschouwers: 1.500 |
| 18 november 1962 |                                                                                              |       |                | Stadion: Esserberg, Groningen Toeschouwers: 1.500 |
|                  |                                                                                              |       |                |                                                   |

|                  |                         |       |               |                                                             |
| 18 november 1962 | Zwolsche Boys           | 1 – 0 | De Graafschap | Stadion: Gemeentelijk Sportpark, Zwolle Toeschouwers: 3.500 |
| 18 november 1962 | Karel van der Woude 19' |       |               | Stadion: Gemeentelijk Sportpark, Zwolle Toeschouwers: 3.500 |
| 18 november 1962 |                         |       |               | Stadion: Gemeentelijk Sportpark, Zwolle Toeschouwers: 3.500 |
| 18 november 1962 |                         |       |               | Stadion: Gemeentelijk Sportpark, Zwolle Toeschouwers: 3.500 |
|                  |                         |       |               |                                                             |

|                  |                                |       |     |                                                        |
| 18 november 1962 | VSV                            | 3 – 0 | KFC | Stadion: Schoonenberg, Velserbroek Toeschouwers: 6.000 |
| 18 november 1962 | Cor Brom Ger Farenhorst –', –' |       |     | Stadion: Schoonenberg, Velserbroek Toeschouwers: 6.000 |
| 18 november 1962 |                                |       |     | Stadion: Schoonenberg, Velserbroek Toeschouwers: 6.000 |
| 18 november 1962 |                                |       |     | Stadion: Schoonenberg, Velserbroek Toeschouwers: 6.000 |
|                  |                                |       |     |                                                        |

|                  |                                                                           |       |           |                                                          |
| 18 november 1962 | Vitesse                                                                   | 4 – 0 | Oldenzaal | Stadion: Nieuw-Monnikenhuize, Arnhem Toeschouwers: 6.000 |
| 18 november 1962 | Toon Huiberts 23' (pen.) Arend Loos Eddy Vermeer –' (e.d.) Willi Drehmann |       |           | Stadion: Nieuw-Monnikenhuize, Arnhem Toeschouwers: 6.000 |
| 18 november 1962 |                                                                           |       |           | Stadion: Nieuw-Monnikenhuize, Arnhem Toeschouwers: 6.000 |
| 18 november 1962 |                                                                           |       |           | Stadion: Nieuw-Monnikenhuize, Arnhem Toeschouwers: 6.000 |
|                  |                                                                           |       |           |                                                          |

|                  |                                        |       |                                                 |                                                            |
| 18 november 1962 | Zwartemeer                             | 3 – 5 | Wageningen                                      | Stadion: Mr. Ovingstraat, Klazienaveen Toeschouwers: 2.500 |
| 18 november 1962 | Tonny Roosken 6' Teun Veenstra 27', –' |       | 1', 25' Epi Drost 68', 76', –' Ton van de Weerd | Stadion: Mr. Ovingstraat, Klazienaveen Toeschouwers: 2.500 |
| 18 november 1962 |                                        |       |                                                 | Stadion: Mr. Ovingstraat, Klazienaveen Toeschouwers: 2.500 |
| 18 november 1962 |                                        |       |                                                 | Stadion: Mr. Ovingstraat, Klazienaveen Toeschouwers: 2.500 |
|                  |                                        |       |                                                 |                                                            |

|                  |     |       |            |                                                     |
| 18 november 1962 | ZFC | 0 – 0 | Heerenveen | Stadion: Westzanerdijk, Zaandam Toeschouwers: 2.000 |
| 18 november 1962 |     |       |            | Stadion: Westzanerdijk, Zaandam Toeschouwers: 2.000 |
| 18 november 1962 |     |       |            | Stadion: Westzanerdijk, Zaandam Toeschouwers: 2.000 |
| 18 november 1962 |     |       |            | Stadion: Westzanerdijk, Zaandam Toeschouwers: 2.000 |
|                  |     |       |            |                                                     |

|                  |                  |       |       |                                                              |
| 18 november 1962 | Alkmaar          | 1 – 0 | AGOVV | Stadion: Gemeentelijk Sportpark, Alkmaar Toeschouwers: 4.000 |
| 18 november 1962 | Cor Heijmans 75' |       |       | Stadion: Gemeentelijk Sportpark, Alkmaar Toeschouwers: 4.000 |
| 18 november 1962 |                  |       |       | Stadion: Gemeentelijk Sportpark, Alkmaar Toeschouwers: 4.000 |
| 18 november 1962 |                  |       |       | Stadion: Gemeentelijk Sportpark, Alkmaar Toeschouwers: 4.000 |
|                  |                  |       |       |                                                              |

|                  |                   |       |                                   |                                                                 |
| 18 november 1962 | Leeuwarden        | 1 – 2 | N.E.C.                            | Stadion: Gemeentelijk Sportpark, Leeuwarden Toeschouwers: 5.000 |
| 18 november 1962 | Jaap Advocaat 43' |       | 35' Nol Derksen 53' Hans Verhagen | Stadion: Gemeentelijk Sportpark, Leeuwarden Toeschouwers: 5.000 |
| 18 november 1962 |                   |       |                                   | Stadion: Gemeentelijk Sportpark, Leeuwarden Toeschouwers: 5.000 |
| 18 november 1962 |                   |       |                                   | Stadion: Gemeentelijk Sportpark, Leeuwarden Toeschouwers: 5.000 |
|                  |                   |       |                                   |                                                                 |

## Speelronde 12
|                  |               |       |     |                                                     |
| 25 november 1962 | Stormvogels   | 1 – 0 | ZFC | Stadion: Schoonenberg, IJmuiden Toeschouwers: 3.000 |
| 25 november 1962 | Ko Bakker 40' |       |     | Stadion: Schoonenberg, IJmuiden Toeschouwers: 3.000 |
| 25 november 1962 |               |       |     | Stadion: Schoonenberg, IJmuiden Toeschouwers: 3.000 |
| 25 november 1962 |               |       |     | Stadion: Schoonenberg, IJmuiden Toeschouwers: 3.000 |
|                  |               |       |     |                                                     |

|                  |                   |       |            |                                                        |
| 25 november 1962 | De Graafschap     | 1 – 1 | Alkmaar    | Stadion: De Vijverberg, Doetinchem Toeschouwers: 4.500 |
| 25 november 1962 | Chris Hartjes 30' |       | Wim Visser | Stadion: De Vijverberg, Doetinchem Toeschouwers: 4.500 |
| 25 november 1962 |                   |       |            | Stadion: De Vijverberg, Doetinchem Toeschouwers: 4.500 |
| 25 november 1962 |                   |       |            | Stadion: De Vijverberg, Doetinchem Toeschouwers: 4.500 |
|                  |                   |       |            |                                                        |

|                  |                       |       |            |                                                           |
| 25 november 1962 | KFC                   | 1 – 0 | Leeuwarden | Stadion: Breestraat, Koog aan de Zaan Toeschouwers: 3.500 |
| 25 november 1962 | Henk van Vlierden 36' |       |            | Stadion: Breestraat, Koog aan de Zaan Toeschouwers: 3.500 |
| 25 november 1962 |                       |       |            | Stadion: Breestraat, Koog aan de Zaan Toeschouwers: 3.500 |
| 25 november 1962 |                       |       |            | Stadion: Breestraat, Koog aan de Zaan Toeschouwers: 3.500 |
|                  |                       |       |            |                                                           |

|                  |                                        |       |                                                                                   |                                                       |
| 25 november 1962 | Oldenzaal                              | 2 – 4 | Be Quick                                                                          | Stadion: Het Heuveltje, Oldenzaal Toeschouwers: 2.000 |
| 25 november 1962 | Henk Rensen 18' Bennie Stuivenberg 83' |       | 33' Herman Mengerink 49' (pen.) Ap Hansems 68' Johan Wieringa 78' Tinus Nijhoving | Stadion: Het Heuveltje, Oldenzaal Toeschouwers: 2.000 |
| 25 november 1962 |                                        |       |                                                                                   | Stadion: Het Heuveltje, Oldenzaal Toeschouwers: 2.000 |
| 25 november 1962 |                                        |       |                                                                                   | Stadion: Het Heuveltje, Oldenzaal Toeschouwers: 2.000 |
|                  |                                        |       |                                                                                   |                                                       |

|                  |            |                             |               |                                                             |
| 25 november 1962 | Wageningen | 0 – 2                       | Zwolsche Boys | Stadion: De Wageningse Berg, Wageningen Toeschouwers: 3.000 |
| 25 november 1962 |            | 30', –' Karel van der Woude |               | Stadion: De Wageningse Berg, Wageningen Toeschouwers: 3.000 |
| 25 november 1962 |            |                             |               | Stadion: De Wageningse Berg, Wageningen Toeschouwers: 3.000 |
| 25 november 1962 |            |                             |               | Stadion: De Wageningse Berg, Wageningen Toeschouwers: 3.000 |
|                  |            |                             |               |                                                             |

|                  |            |                 |     |                                                |
| 25 november 1962 | Heerenveen | 0 – 1           | VSV | Stadion: Noord, Heerenveen Toeschouwers: 3.000 |
| 25 november 1962 |            | 5' Ron Versluis |     | Stadion: Noord, Heerenveen Toeschouwers: 3.000 |
| 25 november 1962 |            |                 |     | Stadion: Noord, Heerenveen Toeschouwers: 3.000 |
| 25 november 1962 |            |                 |     | Stadion: Noord, Heerenveen Toeschouwers: 3.000 |
|                  |            |                 |     |                                                |

|                  |                         |       |                                                                                          |                                                |
| 25 november 1962 | Tubantia                | 1 – 7 | Vitesse                                                                                  | Stadion: Veldwijk, Hengelo Toeschouwers: 6.000 |
| 25 november 1962 | Frans Olde Riekerink 2' |       | 15', 19', 58' Jan Seelen 23' Nico Jonker 32', 53' Gerard Maurits 75' (pen) Toon Huiberts | Stadion: Veldwijk, Hengelo Toeschouwers: 6.000 |
| 25 november 1962 |                         |       |                                                                                          | Stadion: Veldwijk, Hengelo Toeschouwers: 6.000 |
| 25 november 1962 |                         |       |                                                                                          | Stadion: Veldwijk, Hengelo Toeschouwers: 6.000 |
|                  |                         |       |                                                                                          |                                                |

|                  |                                    |       |                   |                                                        |
| 25 november 1962 | N.E.C.                             | 2 – 1 | Zwartemeer        | Stadion: Goffertstadion, Nijmegen Toeschouwers: 10.000 |
| 25 november 1962 | Henk Hoogstraten 30' Ben Werts 70' |       | 12' Teun Veenstra | Stadion: Goffertstadion, Nijmegen Toeschouwers: 10.000 |
| 25 november 1962 |                                    |       |                   | Stadion: Goffertstadion, Nijmegen Toeschouwers: 10.000 |
| 25 november 1962 |                                    |       |                   | Stadion: Goffertstadion, Nijmegen Toeschouwers: 10.000 |
|                  |                                    |       |                   |                                                        |

## Speelronde 13
|                 |              |       |            |                                                     |
| 2 december 1962 | Stormvogels  | 1 – 0 | Heerenveen | Stadion: Schoonenberg, IJmuiden Toeschouwers: 3.000 |
| 2 december 1962 | Ko Bakker 6' |       |            | Stadion: Schoonenberg, IJmuiden Toeschouwers: 3.000 |
| 2 december 1962 |              |       |            | Stadion: Schoonenberg, IJmuiden Toeschouwers: 3.000 |
| 2 december 1962 |              |       |            | Stadion: Schoonenberg, IJmuiden Toeschouwers: 3.000 |
|                 |              |       |            |                                                     |

|                 |                    |       |                     |                                                           |
| 2 december 1962 | Vitesse            | 1 – 1 | AGOVV               | Stadion: Nieuw-Monnikenhuize, Arnhem Toeschouwers: 11.000 |
| 2 december 1962 | Gerard Maurits 14' |       | 37' Sietze de Vries | Stadion: Nieuw-Monnikenhuize, Arnhem Toeschouwers: 11.000 |
| 2 december 1962 |                    |       |                     | Stadion: Nieuw-Monnikenhuize, Arnhem Toeschouwers: 11.000 |
| 2 december 1962 |                    |       |                     | Stadion: Nieuw-Monnikenhuize, Arnhem Toeschouwers: 11.000 |
|                 |                    |       |                     |                                                           |

|                 |            |       |     |                                                            |
| 2 december 1962 | Zwartemeer | 0 – 0 | KFC | Stadion: Mr. Ovingstraat, Klazienaveen Toeschouwers: 1.000 |
| 2 december 1962 |            |       |     | Stadion: Mr. Ovingstraat, Klazienaveen Toeschouwers: 1.000 |
| 2 december 1962 |            |       |     | Stadion: Mr. Ovingstraat, Klazienaveen Toeschouwers: 1.000 |
| 2 december 1962 |            |       |     | Stadion: Mr. Ovingstraat, Klazienaveen Toeschouwers: 1.000 |
|                 |            |       |     |                                                            |

|                 |                              |       |           |                                                     |
| 2 december 1962 | ZFC                          | 1 – 0 | Oldenzaal | Stadion: Westzanerdijk, Zaandam Toeschouwers: 1.500 |
| 2 december 1962 | Bennie Stuvenfolt (e.d.) 30' |       |           | Stadion: Westzanerdijk, Zaandam Toeschouwers: 1.500 |
| 2 december 1962 |                              |       |           | Stadion: Westzanerdijk, Zaandam Toeschouwers: 1.500 |
| 2 december 1962 |                              |       |           | Stadion: Westzanerdijk, Zaandam Toeschouwers: 1.500 |
|                 |                              |       |           |                                                     |

|                 |                          |       |                |                                                              |
| 2 december 1962 | Alkmaar                  | 1 – 1 | Wageningen     | Stadion: Gemeentelijk Sportpark, Alkmaar Toeschouwers: 4.500 |
| 2 december 1962 | Tibor Lőrincz 80' (pen.) |       | 14' Van Meegen | Stadion: Gemeentelijk Sportpark, Alkmaar Toeschouwers: 4.500 |
| 2 december 1962 |                          |       |                | Stadion: Gemeentelijk Sportpark, Alkmaar Toeschouwers: 4.500 |
| 2 december 1962 |                          |       |                | Stadion: Gemeentelijk Sportpark, Alkmaar Toeschouwers: 4.500 |
|                 |                          |       |                |                                                              |

|                 |                                        |       |                    |                                                                 |
| 2 december 1962 | Leeuwarden                             | 2 – 1 | VSV                | Stadion: Gemeentelijk Sportpark, Leeuwarden Toeschouwers: 4.500 |
| 2 december 1962 | Dirk Roelfsema 9' Marius Delgrosso 69' |       | 85' Ger Farenhorst | Stadion: Gemeentelijk Sportpark, Leeuwarden Toeschouwers: 4.500 |
| 2 december 1962 |                                        |       |                    | Stadion: Gemeentelijk Sportpark, Leeuwarden Toeschouwers: 4.500 |
| 2 december 1962 |                                        |       |                    | Stadion: Gemeentelijk Sportpark, Leeuwarden Toeschouwers: 4.500 |
|                 |                                        |       |                    |                                                                 |

|                 |                             |       |          |                                                   |
| 2 december 1962 | Be Quick                    | 1 – 0 | Tubantia | Stadion: Esserberg, Groningen Toeschouwers: 2.000 |
| 2 december 1962 | Ap Hansems (pen) 35' (pen.) |       |          | Stadion: Esserberg, Groningen Toeschouwers: 2.000 |
| 2 december 1962 |                             |       |          | Stadion: Esserberg, Groningen Toeschouwers: 2.000 |
| 2 december 1962 |                             |       |          | Stadion: Esserberg, Groningen Toeschouwers: 2.000 |
|                 |                             |       |          |                                                   |

|                 |               |                   |        |                                                             |
| 2 december 1962 | Zwolsche Boys | 0 – 1             | N.E.C. | Stadion: Gemeentelijk Sportpark, Zwolle Toeschouwers: 4.500 |
| 2 december 1962 |               | 87' Hans Verhagen |        | Stadion: Gemeentelijk Sportpark, Zwolle Toeschouwers: 4.500 |
| 2 december 1962 |               |                   |        | Stadion: Gemeentelijk Sportpark, Zwolle Toeschouwers: 4.500 |
| 2 december 1962 |               |                   |        | Stadion: Gemeentelijk Sportpark, Zwolle Toeschouwers: 4.500 |
|                 |               |                   |        |                                                             |

## Speelronde 14
|                  |                   |       |                                 |                                                     |
| 23 december 1962 | Oldenzaal         | 1 – 2 | Heerenveen                      | Stadion: Het Heuveltje, Oldenzaal Toeschouwers: 500 |
| 23 december 1962 | Johan Beuvink 40' |       | 20' Henk Weide 51' Tonny Lupker | Stadion: Het Heuveltje, Oldenzaal Toeschouwers: 500 |
| 23 december 1962 |                   |       |                                 | Stadion: Het Heuveltje, Oldenzaal Toeschouwers: 500 |
| 23 december 1962 |                   |       |                                 | Stadion: Het Heuveltje, Oldenzaal Toeschouwers: 500 |
|                  |                   |       |                                 |                                                     |

|                  |                                                                             |       |               |                                                   |
| 23 december 1962 | Be Quick                                                                    | 4 – 1 | De Graafschap | Stadion: Esserberg, Groningen Toeschouwers: 1.000 |
| 23 december 1962 | Dré Woest 14' Herman Mengerink 40' Johan Wieringa 57' Ap Hansems 78' (pen.) |       | 55' Jan Roes  | Stadion: Esserberg, Groningen Toeschouwers: 1.000 |
| 23 december 1962 |                                                                             |       |               | Stadion: Esserberg, Groningen Toeschouwers: 1.000 |
| 23 december 1962 |                                                                             |       |               | Stadion: Esserberg, Groningen Toeschouwers: 1.000 |
|                  |                                                                             |       |               |                                                   |

|                  |                             |       |                                             |                                                             |
| 23 december 1962 | Zwolsche Boys               | 2 – 4 | VSV                                         | Stadion: Gemeentelijk Sportpark, Zwolle Toeschouwers: 1.500 |
| 23 december 1962 | Karel van der Woude 7', 73' |       | 54', 85' Fred André 72', 87' Ger van Dolder | Stadion: Gemeentelijk Sportpark, Zwolle Toeschouwers: 1.500 |
| 23 december 1962 |                             |       |                                             | Stadion: Gemeentelijk Sportpark, Zwolle Toeschouwers: 1.500 |
| 23 december 1962 |                             |       |                                             | Stadion: Gemeentelijk Sportpark, Zwolle Toeschouwers: 1.500 |
|                  |                             |       |                                             |                                                             |

|                  |             |       |          |                                                   |
| 23 december 1962 | Stormvogels | 0 – 0 | Tubantia | Stadion: Schoonenberg, IJmuiden Toeschouwers: 800 |
| 23 december 1962 |             |       |          | Stadion: Schoonenberg, IJmuiden Toeschouwers: 800 |
| 23 december 1962 |             |       |          | Stadion: Schoonenberg, IJmuiden Toeschouwers: 800 |
| 23 december 1962 |             |       |          | Stadion: Schoonenberg, IJmuiden Toeschouwers: 800 |
|                  |             |       |          |                                                   |

|                  |               |       |                         |                                                          |
| 23 december 1962 | Vitesse       | 1 – 1 | Wageningen              | Stadion: Nieuw-Monnikenhuize, Arnhem Toeschouwers: 5.000 |
| 23 december 1962 | Harrie Notten |       | Gerrit van der Weerthof | Stadion: Nieuw-Monnikenhuize, Arnhem Toeschouwers: 5.000 |
| 23 december 1962 |               |       |                         | Stadion: Nieuw-Monnikenhuize, Arnhem Toeschouwers: 5.000 |
| 23 december 1962 |               |       |                         | Stadion: Nieuw-Monnikenhuize, Arnhem Toeschouwers: 5.000 |
|                  |               |       |                         |                                                          |

|                  |                                                           |       |            |                                                            |
| 23 december 1962 | Zwartemeer                                                | 4 – 0 | Leeuwarden | Stadion: Mr. Ovingstraat, Klazienaveen Toeschouwers: 1.000 |
| 23 december 1962 | Jan Voorn 10', 20' Willy Hoogenberg 52' Teun Veenstra 85' |       |            | Stadion: Mr. Ovingstraat, Klazienaveen Toeschouwers: 1.000 |
| 23 december 1962 |                                                           |       |            | Stadion: Mr. Ovingstraat, Klazienaveen Toeschouwers: 1.000 |
| 23 december 1962 |                                                           |       |            | Stadion: Mr. Ovingstraat, Klazienaveen Toeschouwers: 1.000 |
|                  |                                                           |       |            |                                                            |

|                  |     |       |       |                                                     |
| 23 december 1962 | ZFC | 0 – 0 | AGOVV | Stadion: Westzanerdijk, Zaandam Toeschouwers: 1.000 |
| 23 december 1962 |     |       |       | Stadion: Westzanerdijk, Zaandam Toeschouwers: 1.000 |
| 23 december 1962 |     |       |       | Stadion: Westzanerdijk, Zaandam Toeschouwers: 1.000 |
| 23 december 1962 |     |       |       | Stadion: Westzanerdijk, Zaandam Toeschouwers: 1.000 |
|                  |     |       |       |                                                     |

|                  |                               |       |                                          |                                                              |
| 23 december 1962 | Alkmaar                       | 2 – 2 | KFC                                      | Stadion: Gemeentelijk Sportpark, Alkmaar Toeschouwers: 5.000 |
| 23 december 1962 | Jan Visser Hennie van der Zon |       | 71' (pen) Cees Molenaar Dick Bosschieter | Stadion: Gemeentelijk Sportpark, Alkmaar Toeschouwers: 5.000 |
| 23 december 1962 |                               |       |                                          | Stadion: Gemeentelijk Sportpark, Alkmaar Toeschouwers: 5.000 |
| 23 december 1962 |                               |       |                                          | Stadion: Gemeentelijk Sportpark, Alkmaar Toeschouwers: 5.000 |
|                  |                               |       |                                          |                                                              |

## Speelronde 15
|                  |                                                  |       |                  |                                                       |
| 26 december 1962 | Oldenzaal                                        | 3 – 1 | Stormvogels      | Stadion: Het Heuveltje, Oldenzaal Toeschouwers: 1.500 |
| 26 december 1962 | Manie de Witte Peter Hoomans (pen) Johan Beuvink |       | Koos van Weerlee | Stadion: Het Heuveltje, Oldenzaal Toeschouwers: 1.500 |
| 26 december 1962 |                                                  |       |                  | Stadion: Het Heuveltje, Oldenzaal Toeschouwers: 1.500 |
| 26 december 1962 |                                                  |       |                  | Stadion: Het Heuveltje, Oldenzaal Toeschouwers: 1.500 |
|                  |                                                  |       |                  |                                                       |

|                  |                    |       |         |                                                        |
| 26 december 1962 | De Graafschap      | 1 – 0 | Vitesse | Stadion: De Vijverberg, Doetinchem Toeschouwers: 6.500 |
| 26 december 1962 | Bertus Mensert 35' |       |         | Stadion: De Vijverberg, Doetinchem Toeschouwers: 6.500 |
| 26 december 1962 |                    |       |         | Stadion: De Vijverberg, Doetinchem Toeschouwers: 6.500 |
| 26 december 1962 |                    |       |         | Stadion: De Vijverberg, Doetinchem Toeschouwers: 6.500 |
|                  |                    |       |         |                                                        |

|                  |                                    |       |            |                                                      |
| 26 december 1962 | VSV                                | 3 – 0 | Zwartemeer | Stadion: Schoonenberg, Velserbroek Toeschouwers: 700 |
| 26 december 1962 | Henk Belfroid 7', 8' Fred Dikstaal |       |            | Stadion: Schoonenberg, Velserbroek Toeschouwers: 700 |
| 26 december 1962 |                                    |       |            | Stadion: Schoonenberg, Velserbroek Toeschouwers: 700 |
| 26 december 1962 |                                    |       |            | Stadion: Schoonenberg, Velserbroek Toeschouwers: 700 |
|                  |                                    |       |            |                                                      |

|                  |            |       |                                           |                                                |
| 26 december 1962 | Tubantia   | 1 – 3 | ZFC                                       | Stadion: Veldwijk, Hengelo Toeschouwers: 2.000 |
| 26 december 1962 | Klaas Snip |       | Rob de Vries Jan Brouwer Ton van de Linde | Stadion: Veldwijk, Hengelo Toeschouwers: 2.000 |
| 26 december 1962 |            |       |                                           | Stadion: Veldwijk, Hengelo Toeschouwers: 2.000 |
| 26 december 1962 |            |       |                                           | Stadion: Veldwijk, Hengelo Toeschouwers: 2.000 |
|                  |            |       |                                           |                                                |

|                  |                                                           |       |                                |                                                       |
| 26 december 1962 | N.E.C.                                                    | 3 – 2 | Alkmaar                        | Stadion: Goffertstadion, Nijmegen Toeschouwers: 5.000 |
| 26 december 1962 | Nol Derksen 30' Frans Stallen (pen) 35' Hans Verhagen 88' |       | 25' János Hanek 57' Jan Visser | Stadion: Goffertstadion, Nijmegen Toeschouwers: 5.000 |
| 26 december 1962 |                                                           |       |                                | Stadion: Goffertstadion, Nijmegen Toeschouwers: 5.000 |
| 26 december 1962 |                                                           |       |                                | Stadion: Goffertstadion, Nijmegen Toeschouwers: 5.000 |
|                  |                                                           |       |                                |                                                       |

|                  |                |       |                      |                                                |
| 26 december 1962 | Heerenveen     | 1 – 1 | Leeuwarden           | Stadion: Noord, Heerenveen Toeschouwers: 1.000 |
| 26 december 1962 | Eise Bosma 15' |       | 83' Marius Delgrosso | Stadion: Noord, Heerenveen Toeschouwers: 1.000 |
| 26 december 1962 |                |       |                      | Stadion: Noord, Heerenveen Toeschouwers: 1.000 |
| 26 december 1962 |                |       |                      | Stadion: Noord, Heerenveen Toeschouwers: 1.000 |
|                  |                |       |                      |                                                |

|                  |                                                               |       |                 |                                                    |
| 26 december 1962 | AGOVV                                                         | 4 – 1 | Be Quick        | Stadion: Berg & Bos, Apeldoorn Toeschouwers: 1.000 |
| 26 december 1962 | Herman de Jong 35' Joop Hartjes Sietze de Vries –', (pen) 75' |       | Tinus Nijhoving | Stadion: Berg & Bos, Apeldoorn Toeschouwers: 1.000 |
| 26 december 1962 |                                                               |       |                 | Stadion: Berg & Bos, Apeldoorn Toeschouwers: 1.000 |
| 26 december 1962 |                                                               |       |                 | Stadion: Berg & Bos, Apeldoorn Toeschouwers: 1.000 |
|                  |                                                               |       |                 |                                                    |

|                  |                                                                   |       |                 |                                                           |
| 26 december 1962 | KFC                                                               | 4 – 1 | Zwolsche Boys   | Stadion: Breestraat, Koog aan de Zaan Toeschouwers: 1.500 |
| 26 december 1962 | Hans Paauwe 39' Dick Bosschieter 72', 88' Cees Molenaar (pen) 82' |       | 7' Jan de Vries | Stadion: Breestraat, Koog aan de Zaan Toeschouwers: 1.500 |
| 26 december 1962 |                                                                   |       |                 | Stadion: Breestraat, Koog aan de Zaan Toeschouwers: 1.500 |
| 26 december 1962 |                                                                   |       |                 | Stadion: Breestraat, Koog aan de Zaan Toeschouwers: 1.500 |
|                  |                                                                   |       |                 |                                                           |

## Speelronde 16
|               |                        |       |           |                                                |
| 17 maart 1963 | Tubantia               | 2 – 0 | Oldenzaal | Stadion: Veldwijk, Hengelo Toeschouwers: 3.500 |
| 17 maart 1963 | Guus Velders 12', 40–' |       |           | Stadion: Veldwijk, Hengelo Toeschouwers: 3.500 |
| 17 maart 1963 |                        |       |           | Stadion: Veldwijk, Hengelo Toeschouwers: 3.500 |
| 17 maart 1963 |                        |       |           | Stadion: Veldwijk, Hengelo Toeschouwers: 3.500 |
|               |                        |       |           |                                                |

|               |                                                  |       |          |                                                             |
| 17 maart 1963 | Wageningen                                       | 2 – 0 | Be Quick | Stadion: De Wageningse Berg, Wageningen Toeschouwers: 2.000 |
| 17 maart 1963 | Gerrit van der Weerthof 40' Ton van de Weerd 50' |       |          | Stadion: De Wageningse Berg, Wageningen Toeschouwers: 2.000 |
| 17 maart 1963 |                                                  |       |          | Stadion: De Wageningse Berg, Wageningen Toeschouwers: 2.000 |
| 17 maart 1963 |                                                  |       |          | Stadion: De Wageningse Berg, Wageningen Toeschouwers: 2.000 |
|               |                                                  |       |          |                                                             |

|               |                                             |       |                                       |                                                                 |
| 17 maart 1963 | Leeuwarden                                  | 4 – 2 | Zwolsche Boys                         | Stadion: Gemeentelijk Sportpark, Leeuwarden Toeschouwers: 4.000 |
| 17 maart 1963 | Ben de Vries 3', 18' Dirk Roelfsema 4', 60' |       | 48' Herman La Faille 50' Ben Hendriks | Stadion: Gemeentelijk Sportpark, Leeuwarden Toeschouwers: 4.000 |
| 17 maart 1963 |                                             |       |                                       | Stadion: Gemeentelijk Sportpark, Leeuwarden Toeschouwers: 4.000 |
| 17 maart 1963 |                                             |       |                                       | Stadion: Gemeentelijk Sportpark, Leeuwarden Toeschouwers: 4.000 |
|               |                                             |       |                                       |                                                                 |

|               |       |       |             |                                                    |
| 17 maart 1963 | AGOVV | 0 – 0 | Stormvogels | Stadion: Berg & Bos, Apeldoorn Toeschouwers: 5.000 |
| 17 maart 1963 |       |       |             | Stadion: Berg & Bos, Apeldoorn Toeschouwers: 5.000 |
| 17 maart 1963 |       |       |             | Stadion: Berg & Bos, Apeldoorn Toeschouwers: 5.000 |
| 17 maart 1963 |       |       |             | Stadion: Berg & Bos, Apeldoorn Toeschouwers: 5.000 |
|               |       |       |             |                                                    |

|               |                   |       |                   |                                                        |
| 17 maart 1963 | N.E.C.            | 1 – 1 | Vitesse           | Stadion: Goffertstadion, Nijmegen Toeschouwers: 25.000 |
| 17 maart 1963 | Frans Stallen 35' |       | 6' Leo Beerendonk | Stadion: Goffertstadion, Nijmegen Toeschouwers: 25.000 |
| 17 maart 1963 |                   |       |                   | Stadion: Goffertstadion, Nijmegen Toeschouwers: 25.000 |
| 17 maart 1963 |                   |       |                   | Stadion: Goffertstadion, Nijmegen Toeschouwers: 25.000 |
|               |                   |       |                   |                                                        |

|               |               |       |     |                                                        |
| 17 maart 1963 | De Graafschap | 0 – 0 | ZFC | Stadion: De Vijverberg, Doetinchem Toeschouwers: 3.000 |
| 17 maart 1963 |               |       |     | Stadion: De Vijverberg, Doetinchem Toeschouwers: 3.000 |
| 17 maart 1963 |               |       |     | Stadion: De Vijverberg, Doetinchem Toeschouwers: 3.000 |
| 17 maart 1963 |               |       |     | Stadion: De Vijverberg, Doetinchem Toeschouwers: 3.000 |
|               |               |       |     |                                                        |

|               |                               |       |                    |                                                        |
| 17 maart 1963 | VSV                           | 2 – 1 | Alkmaar            | Stadion: Schoonenberg, Velserbroek Toeschouwers: 5.000 |
| 17 maart 1963 | Ted Immers 40' Ger van Dolder |       | Hennie van der Zon | Stadion: Schoonenberg, Velserbroek Toeschouwers: 5.000 |
| 17 maart 1963 |                               |       |                    | Stadion: Schoonenberg, Velserbroek Toeschouwers: 5.000 |
| 17 maart 1963 |                               |       |                    | Stadion: Schoonenberg, Velserbroek Toeschouwers: 5.000 |
|               |                               |       |                    |                                                        |

|               |                   |       |                        |                                                            |
| 30 april 1963 | Zwartemeer        | 1 – 1 | Heerenveen             | Stadion: Mr. Ovingstraat, Klazienaveen Toeschouwers: 1.500 |
| 30 april 1963 | Tonny Roosken 62' |       | 83' (pen) Sicco Kuiper | Stadion: Mr. Ovingstraat, Klazienaveen Toeschouwers: 1.500 |
| 30 april 1963 |                   |       |                        | Stadion: Mr. Ovingstraat, Klazienaveen Toeschouwers: 1.500 |
| 30 april 1963 |                   |       |                        | Stadion: Mr. Ovingstraat, Klazienaveen Toeschouwers: 1.500 |
|               |                   |       |                        |                                                            |

## Speelronde 17
|               |                                       |       |                              |                                                       |
| 24 maart 1963 | Oldenzaal                             | 2 – 2 | AGOVV                        | Stadion: Het Heuveltje, Oldenzaal Toeschouwers: 1.500 |
| 24 maart 1963 | Peter Hoomans (pen) Johan Beuvink 76' |       | Sietze de Vries Joop Hartjes | Stadion: Het Heuveltje, Oldenzaal Toeschouwers: 1.500 |
| 24 maart 1963 |                                       |       |                              | Stadion: Het Heuveltje, Oldenzaal Toeschouwers: 1.500 |
| 24 maart 1963 |                                       |       |                              | Stadion: Het Heuveltje, Oldenzaal Toeschouwers: 1.500 |
|               |                                       |       |                              |                                                       |

|               |                    |       |     |                                                          |
| 24 maart 1963 | Vitesse            | 1 – 0 | KFC | Stadion: Nieuw-Monnikenhuize, Arnhem Toeschouwers: 7.000 |
| 24 maart 1963 | Theo Slijkhuis 34' |       |     | Stadion: Nieuw-Monnikenhuize, Arnhem Toeschouwers: 7.000 |
| 24 maart 1963 |                    |       |     | Stadion: Nieuw-Monnikenhuize, Arnhem Toeschouwers: 7.000 |
| 24 maart 1963 |                    |       |     | Stadion: Nieuw-Monnikenhuize, Arnhem Toeschouwers: 7.000 |
|               |                    |       |     |                                                          |

|               |                                               |       |                                                          |                                                       |
| 24 maart 1963 | N.E.C.                                        | 3 – 4 | Be Quick                                                 | Stadion: Goffertstadion, Nijmegen Toeschouwers: 6.000 |
| 24 maart 1963 | Hans Verhagen 5', 40' Frans Stallen (pen) 75' |       | 4', –' Johan Wieringa 33' Dré Woest 65' Herman Mengerink | Stadion: Goffertstadion, Nijmegen Toeschouwers: 6.000 |
| 24 maart 1963 |                                               |       |                                                          | Stadion: Goffertstadion, Nijmegen Toeschouwers: 6.000 |
| 24 maart 1963 |                                               |       |                                                          | Stadion: Goffertstadion, Nijmegen Toeschouwers: 6.000 |
|               |                                               |       |                                                          |                                                       |

|               |             |       |               |                                                     |
| 24 maart 1963 | Stormvogels | 0 – 0 | De Graafschap | Stadion: Schoonenberg, IJmuiden Toeschouwers: 2.000 |
| 24 maart 1963 |             |       |               | Stadion: Schoonenberg, IJmuiden Toeschouwers: 2.000 |
| 24 maart 1963 |             |       |               | Stadion: Schoonenberg, IJmuiden Toeschouwers: 2.000 |
| 24 maart 1963 |             |       |               | Stadion: Schoonenberg, IJmuiden Toeschouwers: 2.000 |
|               |             |       |               |                                                     |

|               |                                                    |       |            |                                                              |
| 24 maart 1963 | Alkmaar                                            | 3 – 0 | Leeuwarden | Stadion: Gemeentelijk Sportpark, Alkmaar Toeschouwers: 3.000 |
| 24 maart 1963 | Wim Visser 25' Rob Koster 40' (e.d.) Piet Buis 84' |       |            | Stadion: Gemeentelijk Sportpark, Alkmaar Toeschouwers: 3.000 |
| 24 maart 1963 |                                                    |       |            | Stadion: Gemeentelijk Sportpark, Alkmaar Toeschouwers: 3.000 |
| 24 maart 1963 |                                                    |       |            | Stadion: Gemeentelijk Sportpark, Alkmaar Toeschouwers: 3.000 |
|               |                                                    |       |            |                                                              |

|               |                                    |       |                    |                                                |
| 24 maart 1963 | Heerenveen                         | 3 – 1 | Tubantia           | Stadion: Noord, Heerenveen Toeschouwers: 2.000 |
| 24 maart 1963 | Eise Bosma 10', 36' Bert Bouma 43' |       | 70' Henk ten Brink | Stadion: Noord, Heerenveen Toeschouwers: 2.000 |
| 24 maart 1963 |                                    |       |                    | Stadion: Noord, Heerenveen Toeschouwers: 2.000 |
| 24 maart 1963 |                                    |       |                    | Stadion: Noord, Heerenveen Toeschouwers: 2.000 |
|               |                                    |       |                    |                                                |

|               |                   |       |            |                                                     |
| 24 maart 1963 | ZFC               | 1 – 0 | Wageningen | Stadion: Westzanerdijk, Zaandam Toeschouwers: 2.000 |
| 24 maart 1963 | Ton van der Linde |       |            | Stadion: Westzanerdijk, Zaandam Toeschouwers: 2.000 |
| 24 maart 1963 |                   |       |            | Stadion: Westzanerdijk, Zaandam Toeschouwers: 2.000 |
| 24 maart 1963 |                   |       |            | Stadion: Westzanerdijk, Zaandam Toeschouwers: 2.000 |
|               |                   |       |            |                                                     |

|               |               |                        |            |                                         |
| 24 maart 1963 | Zwolsche Boys | 0 – 2                  | Zwartemeer | Stadion: Gemeentelijk Sportpark, Zwolle |
| 24 maart 1963 |               | 62', 76' Tonny Roosken |            | Stadion: Gemeentelijk Sportpark, Zwolle |
| 24 maart 1963 |               |                        |            | Stadion: Gemeentelijk Sportpark, Zwolle |
| 24 maart 1963 |               |                        |            | Stadion: Gemeentelijk Sportpark, Zwolle |
|               |               |                        |            |                                         |

## Speelronde 18
|               |                                                       |       |            |                                                |
| 30 maart 1963 | Tubantia                                              | 3 – 0 | Heerenveen | Stadion: Veldwijk, Hengelo Toeschouwers: 2.500 |
| 30 maart 1963 | Frans Olde Riekerink 8', 88' Bennie Haghuis (pen) 35' |       |            | Stadion: Veldwijk, Hengelo Toeschouwers: 2.500 |
| 30 maart 1963 |                                                       |       |            | Stadion: Veldwijk, Hengelo Toeschouwers: 2.500 |
| 30 maart 1963 |                                                       |       |            | Stadion: Veldwijk, Hengelo Toeschouwers: 2.500 |
|               |                                                       |       |            |                                                |

|               |                                                                |       |                          |                                                             |
| 30 maart 1963 | Wageningen                                                     | 3 – 2 | ZFC                      | Stadion: De Wageningse Berg, Wageningen Toeschouwers: 2.000 |
| 30 maart 1963 | Gerrit van der Weerthof (pen) Frans van Ernst Ton van de Weerd |       | –', –' Ton van der Linde | Stadion: De Wageningse Berg, Wageningen Toeschouwers: 2.000 |
| 30 maart 1963 |                                                                |       |                          | Stadion: De Wageningse Berg, Wageningen Toeschouwers: 2.000 |
| 30 maart 1963 |                                                                |       |                          | Stadion: De Wageningse Berg, Wageningen Toeschouwers: 2.000 |
|               |                                                                |       |                          |                                                             |

|               |                                                   |       |              |                                                                 |
| 30 maart 1963 | Leeuwarden                                        | 3 – 1 | Alkmaar      | Stadion: Gemeentelijk Sportpark, Leeuwarden Toeschouwers: 2.500 |
| 30 maart 1963 | Ben de Vries 65' Ido Bunnig 77' Jaap Advocaat 85' |       | 6' Piet Buis | Stadion: Gemeentelijk Sportpark, Leeuwarden Toeschouwers: 2.500 |
| 30 maart 1963 |                                                   |       |              | Stadion: Gemeentelijk Sportpark, Leeuwarden Toeschouwers: 2.500 |
| 30 maart 1963 |                                                   |       |              | Stadion: Gemeentelijk Sportpark, Leeuwarden Toeschouwers: 2.500 |
|               |                                                   |       |              |                                                                 |

|               |                 |       |           |                                                    |
| 30 maart 1963 | AGOVV           | 1 – 0 | Oldenzaal | Stadion: Berg & Bos, Apeldoorn Toeschouwers: 3.000 |
| 30 maart 1963 | Jan Brouwer 87' |       |           | Stadion: Berg & Bos, Apeldoorn Toeschouwers: 3.000 |
| 30 maart 1963 |                 |       |           | Stadion: Berg & Bos, Apeldoorn Toeschouwers: 3.000 |
| 30 maart 1963 |                 |       |           | Stadion: Berg & Bos, Apeldoorn Toeschouwers: 3.000 |
|               |                 |       |           |                                                    |

|               |                    |       |                   |                                                   |
| 30 maart 1963 | Be Quick           | 1 – 1 | N.E.C.            | Stadion: Esserberg, Groningen Toeschouwers: 1.500 |
| 30 maart 1963 | Johan Wieringa 30' |       | 46' Hans Verhagen | Stadion: Esserberg, Groningen Toeschouwers: 1.500 |
| 30 maart 1963 |                    |       |                   | Stadion: Esserberg, Groningen Toeschouwers: 1.500 |
| 30 maart 1963 |                    |       |                   | Stadion: Esserberg, Groningen Toeschouwers: 1.500 |
|               |                    |       |                   |                                                   |

|               |                   |       |                      |                                                            |
| 30 maart 1963 | Zwartemeer        | 1 – 1 | Zwolsche Boys        | Stadion: Mr. Ovingstraat, Klazienaveen Toeschouwers: 3.000 |
| 30 maart 1963 | Tonny Roosken 33' |       | 65' Herman La Faille | Stadion: Mr. Ovingstraat, Klazienaveen Toeschouwers: 3.000 |
| 30 maart 1963 |                   |       |                      | Stadion: Mr. Ovingstraat, Klazienaveen Toeschouwers: 3.000 |
| 30 maart 1963 |                   |       |                      | Stadion: Mr. Ovingstraat, Klazienaveen Toeschouwers: 3.000 |
|               |                   |       |                      |                                                            |

|               |               |       |             |                                                        |
| 30 maart 1963 | De Graafschap | 0 – 0 | Stormvogels | Stadion: De Vijverberg, Doetinchem Toeschouwers: 3.000 |
| 30 maart 1963 |               |       |             | Stadion: De Vijverberg, Doetinchem Toeschouwers: 3.000 |
| 30 maart 1963 |               |       |             | Stadion: De Vijverberg, Doetinchem Toeschouwers: 3.000 |
| 30 maart 1963 |               |       |             | Stadion: De Vijverberg, Doetinchem Toeschouwers: 3.000 |
|               |               |       |             |                                                        |

|               |                                      |       |         |                                                           |
| 30 maart 1963 | KFC                                  | 3 – 0 | Vitesse | Stadion: Breestraat, Koog aan de Zaan Toeschouwers: 4.000 |
| 30 maart 1963 | Henk van Vlierden –', –' Hans Paauwe |       |         | Stadion: Breestraat, Koog aan de Zaan Toeschouwers: 4.000 |
| 30 maart 1963 |                                      |       |         | Stadion: Breestraat, Koog aan de Zaan Toeschouwers: 4.000 |
| 30 maart 1963 |                                      |       |         | Stadion: Breestraat, Koog aan de Zaan Toeschouwers: 4.000 |
|               |                                      |       |         |                                                           |

## Speelronde 19
|              |                                        |       |               |                                                |
| 7 april 1963 | Heerenveen                             | 2 – 0 | Zwolsche Boys | Stadion: Noord, Heerenveen Toeschouwers: 2.000 |
| 7 april 1963 | Henk Hartkamp 39' Hans Zwart (pen) 88' |       |               | Stadion: Noord, Heerenveen Toeschouwers: 2.000 |
| 7 april 1963 |                                        |       |               | Stadion: Noord, Heerenveen Toeschouwers: 2.000 |
| 7 april 1963 |                                        |       |               | Stadion: Noord, Heerenveen Toeschouwers: 2.000 |
|              |                                        |       |               |                                                |

|              |                     |       |     |                                                   |
| 7 april 1963 | Be Quick            | 1 – 0 | KFC | Stadion: Esserberg, Groningen Toeschouwers: 2.000 |
| 7 april 1963 | Tinus Nijhoving 10' |       |     | Stadion: Esserberg, Groningen Toeschouwers: 2.000 |
| 7 april 1963 |                     |       |     | Stadion: Esserberg, Groningen Toeschouwers: 2.000 |
| 7 april 1963 |                     |       |     | Stadion: Esserberg, Groningen Toeschouwers: 2.000 |
|              |                     |       |     |                                                   |

|              |               |       |                |                                                       |
| 7 april 1963 | Oldenzaal     | 1 – 1 | De Graafschap  | Stadion: Het Heuveltje, Oldenzaal Toeschouwers: 1.500 |
| 7 april 1963 | Janny Hulsink |       | Bertus Mensert | Stadion: Het Heuveltje, Oldenzaal Toeschouwers: 1.500 |
| 7 april 1963 |               |       |                | Stadion: Het Heuveltje, Oldenzaal Toeschouwers: 1.500 |
| 7 april 1963 |               |       |                | Stadion: Het Heuveltje, Oldenzaal Toeschouwers: 1.500 |
|              |               |       |                |                                                       |

|              |                           |       |            |                                                              |
| 7 april 1963 | Alkmaar                   | 2 – 0 | Zwartemeer | Stadion: Gemeentelijk Sportpark, Alkmaar Toeschouwers: 2.500 |
| 7 april 1963 | János Hanek 22' Jan Kooge |       |            | Stadion: Gemeentelijk Sportpark, Alkmaar Toeschouwers: 2.500 |
| 7 april 1963 |                           |       |            | Stadion: Gemeentelijk Sportpark, Alkmaar Toeschouwers: 2.500 |
| 7 april 1963 |                           |       |            | Stadion: Gemeentelijk Sportpark, Alkmaar Toeschouwers: 2.500 |
|              |                           |       |            |                                                              |

|              |                  |       |                              |                                                     |
| 7 april 1963 | ZFC              | 2 – 2 | N.E.C.                       | Stadion: Westzanerdijk, Zaandam Toeschouwers: 2.500 |
| 7 april 1963 | Piet Blok –', –' |       | Hans Verhagen Jan van Boxtel | Stadion: Westzanerdijk, Zaandam Toeschouwers: 2.500 |
| 7 april 1963 |                  |       |                              | Stadion: Westzanerdijk, Zaandam Toeschouwers: 2.500 |
| 7 april 1963 |                  |       |                              | Stadion: Westzanerdijk, Zaandam Toeschouwers: 2.500 |
|              |                  |       |                              |                                                     |

|              |          |                |       |                                                |
| 7 april 1963 | Tubantia | 0 – 1          | AGOVV | Stadion: Veldwijk, Hengelo Toeschouwers: 3.500 |
| 7 april 1963 |          | Henk Kanselaar |       | Stadion: Veldwijk, Hengelo Toeschouwers: 3.500 |
| 7 april 1963 |          |                |       | Stadion: Veldwijk, Hengelo Toeschouwers: 3.500 |
| 7 april 1963 |          |                |       | Stadion: Veldwijk, Hengelo Toeschouwers: 3.500 |
|              |          |                |       |                                                |

|              |         |       |     |                                                          |
| 7 april 1963 | Vitesse | 0 – 0 | VSV | Stadion: Nieuw-Monnikenhuize, Arnhem Toeschouwers: 8.500 |
| 7 april 1963 |         |       |     | Stadion: Nieuw-Monnikenhuize, Arnhem Toeschouwers: 8.500 |
| 7 april 1963 |         |       |     | Stadion: Nieuw-Monnikenhuize, Arnhem Toeschouwers: 8.500 |
| 7 april 1963 |         |       |     | Stadion: Nieuw-Monnikenhuize, Arnhem Toeschouwers: 8.500 |
|              |         |       |     |                                                          |

|              |                      |       |                |                                                     |
| 7 april 1963 | Stormvogels          | 1 – 1 | Wageningen     | Stadion: Schoonenberg, IJmuiden Toeschouwers: 1.200 |
| 7 april 1963 | Wim van Kampen (pen) |       | Bart van Ingen | Stadion: Schoonenberg, IJmuiden Toeschouwers: 1.200 |
| 7 april 1963 |                      |       |                | Stadion: Schoonenberg, IJmuiden Toeschouwers: 1.200 |
| 7 april 1963 |                      |       |                | Stadion: Schoonenberg, IJmuiden Toeschouwers: 1.200 |
|              |                      |       |                |                                                     |

## Speelronde 20
|               |                   |       |                    |                                                        |
| 13 april 1963 | VSV               | 1 – 1 | Be Quick           | Stadion: Schoonenberg, Velserbroek Toeschouwers: 2.500 |
| 13 april 1963 | Tjeerd Kort (pen) |       | 85' Johan Wieringa | Stadion: Schoonenberg, Velserbroek Toeschouwers: 2.500 |
| 13 april 1963 |                   |       |                    | Stadion: Schoonenberg, Velserbroek Toeschouwers: 2.500 |
| 13 april 1963 |                   |       |                    | Stadion: Schoonenberg, Velserbroek Toeschouwers: 2.500 |
|               |                   |       |                    |                                                        |

|               |                   |       |           |                                                             |
| 13 april 1963 | Wageningen        | 2 – 0 | Oldenzaal | Stadion: De Wageningse Berg, Wageningen Toeschouwers: 2.500 |
| 13 april 1963 | Epi Drost –', 84' |       |           | Stadion: De Wageningse Berg, Wageningen Toeschouwers: 2.500 |
| 13 april 1963 |                   |       |           | Stadion: De Wageningse Berg, Wageningen Toeschouwers: 2.500 |
| 13 april 1963 |                   |       |           | Stadion: De Wageningse Berg, Wageningen Toeschouwers: 2.500 |
|               |                   |       |           |                                                             |

|               |               |                                           |         |                                                             |
| 13 april 1963 | Zwolsche Boys | 0 – 3                                     | Alkmaar | Stadion: Gemeentelijk Sportpark, Zwolle Toeschouwers: 2.500 |
| 13 april 1963 |               | 12' Siem Tijm 52' Jan Kooge 90' Piet Buis |         | Stadion: Gemeentelijk Sportpark, Zwolle Toeschouwers: 2.500 |
| 13 april 1963 |               |                                           |         | Stadion: Gemeentelijk Sportpark, Zwolle Toeschouwers: 2.500 |
| 13 april 1963 |               |                                           |         | Stadion: Gemeentelijk Sportpark, Zwolle Toeschouwers: 2.500 |
|               |               |                                           |         |                                                             |

|               |                  |       |     |                                                           |
| 13 april 1963 | KFC              | 1 – 0 | ZFC | Stadion: Breestraat, Koog aan de Zaan Toeschouwers: 4.000 |
| 13 april 1963 | Dick Bosschieter |       |     | Stadion: Breestraat, Koog aan de Zaan Toeschouwers: 4.000 |
| 13 april 1963 |                  |       |     | Stadion: Breestraat, Koog aan de Zaan Toeschouwers: 4.000 |
| 13 april 1963 |                  |       |     | Stadion: Breestraat, Koog aan de Zaan Toeschouwers: 4.000 |
|               |                  |       |     |                                                           |

|               |                                                        |       |          |                                                        |
| 13 april 1963 | De Graafschap                                          | 3 – 0 | Tubantia | Stadion: De Vijverberg, Doetinchem Toeschouwers: 3.500 |
| 13 april 1963 | Hennie Keuben 15' Bertus Mensert 51' André Leander 61' |       |          | Stadion: De Vijverberg, Doetinchem Toeschouwers: 3.500 |
| 13 april 1963 |                                                        |       |          | Stadion: De Vijverberg, Doetinchem Toeschouwers: 3.500 |
| 13 april 1963 |                                                        |       |          | Stadion: De Vijverberg, Doetinchem Toeschouwers: 3.500 |
|               |                                                        |       |          |                                                        |

|               |                     |       |                                       |                                                                 |
| 13 april 1963 | Leeuwarden          | 1 – 2 | Vitesse                               | Stadion: Gemeentelijk Sportpark, Leeuwarden Toeschouwers: 2.500 |
| 13 april 1963 | Marius Delgrosso 7' |       | 60' Leo Beerendonk 85' Willi Drehmann | Stadion: Gemeentelijk Sportpark, Leeuwarden Toeschouwers: 2.500 |
| 13 april 1963 |                     |       |                                       | Stadion: Gemeentelijk Sportpark, Leeuwarden Toeschouwers: 2.500 |
| 13 april 1963 |                     |       |                                       | Stadion: Gemeentelijk Sportpark, Leeuwarden Toeschouwers: 2.500 |
|               |                     |       |                                       |                                                                 |

|               |                            |       |                |                                                       |
| 13 april 1963 | N.E.C.                     | 2 – 1 | Stormvogels    | Stadion: Goffertstadion, Nijmegen Toeschouwers: 4.500 |
| 13 april 1963 | Cor Smulders Hans Verhagen |       | Wim van Kampen | Stadion: Goffertstadion, Nijmegen Toeschouwers: 4.500 |
| 13 april 1963 |                            |       |                | Stadion: Goffertstadion, Nijmegen Toeschouwers: 4.500 |
| 13 april 1963 |                            |       |                | Stadion: Goffertstadion, Nijmegen Toeschouwers: 4.500 |
|               |                            |       |                |                                                       |

|               |                 |       |            |                                                    |
| 13 april 1963 | AGOVV           | 1 – 0 | Heerenveen | Stadion: Berg & Bos, Apeldoorn Toeschouwers: 2.500 |
| 13 april 1963 | Jan Brouwer 82' |       |            | Stadion: Berg & Bos, Apeldoorn Toeschouwers: 2.500 |
| 13 april 1963 |                 |       |            | Stadion: Berg & Bos, Apeldoorn Toeschouwers: 2.500 |
| 13 april 1963 |                 |       |            | Stadion: Berg & Bos, Apeldoorn Toeschouwers: 2.500 |
|               |                 |       |            |                                                    |

## Speelronde 21
|               |                   |       |                                                  |                                                       |
| 15 april 1963 | Oldenzaal         | 1 – 3 | Tubantia                                         | Stadion: Het Heuveltje, Oldenzaal Toeschouwers: 1.500 |
| 15 april 1963 | Janny Hulsink 49' |       | 20' Klaas Snip 22' Guus Velders 35' Jan Rozeboom | Stadion: Het Heuveltje, Oldenzaal Toeschouwers: 1.500 |
| 15 april 1963 |                   |       |                                                  | Stadion: Het Heuveltje, Oldenzaal Toeschouwers: 1.500 |
| 15 april 1963 |                   |       |                                                  | Stadion: Het Heuveltje, Oldenzaal Toeschouwers: 1.500 |
|               |                   |       |                                                  |                                                       |

|               |                                              |       |                      |                                                   |
| 15 april 1963 | Be Quick                                     | 3 – 1 | Wageningen           | Stadion: Esserberg, Groningen Toeschouwers: 1.500 |
| 15 april 1963 | Johan Wieringa 20', 49' Ap Hansems –' (pen.) |       | 17' Ton van de Weerd | Stadion: Esserberg, Groningen Toeschouwers: 1.500 |
| 15 april 1963 |                                              |       |                      | Stadion: Esserberg, Groningen Toeschouwers: 1.500 |
| 15 april 1963 |                                              |       |                      | Stadion: Esserberg, Groningen Toeschouwers: 1.500 |
|               |                                              |       |                      |                                                   |

|               |               |                      |            |                                                             |
| 15 april 1963 | Zwolsche Boys | 0 – 1                | Leeuwarden | Stadion: Gemeentelijk Sportpark, Zwolle Toeschouwers: 1.000 |
| 15 april 1963 |               | 40' Marius Delgrosso |            | Stadion: Gemeentelijk Sportpark, Zwolle Toeschouwers: 1.000 |
| 15 april 1963 |               |                      |            | Stadion: Gemeentelijk Sportpark, Zwolle Toeschouwers: 1.000 |
| 15 april 1963 |               |                      |            | Stadion: Gemeentelijk Sportpark, Zwolle Toeschouwers: 1.000 |
|               |               |                      |            |                                                             |

|               |                          |       |                                      |                                                     |
| 15 april 1963 | Stormvogels              | 1 – 2 | AGOVV                                | Stadion: Schoonenberg, IJmuiden Toeschouwers: 1.000 |
| 15 april 1963 | Wim van Kampen –' (pen.) |       | Joop Hartjes –' (pen.) Freek Kraijer | Stadion: Schoonenberg, IJmuiden Toeschouwers: 1.000 |
| 15 april 1963 |                          |       |                                      | Stadion: Schoonenberg, IJmuiden Toeschouwers: 1.000 |
| 15 april 1963 |                          |       |                                      | Stadion: Schoonenberg, IJmuiden Toeschouwers: 1.000 |
|               |                          |       |                                      |                                                     |

|               |                    |       |                                        |                                                           |
| 15 april 1963 | Vitesse            | 1 – 2 | N.E.C.                                 | Stadion: Nieuw-Monnikenhuize, Arnhem Toeschouwers: 12.000 |
| 15 april 1963 | Leo Beerendonk 32' |       | 18' (pen) Frans Stallen Jan van Boxtel | Stadion: Nieuw-Monnikenhuize, Arnhem Toeschouwers: 12.000 |
| 15 april 1963 |                    |       |                                        | Stadion: Nieuw-Monnikenhuize, Arnhem Toeschouwers: 12.000 |
| 15 april 1963 |                    |       |                                        | Stadion: Nieuw-Monnikenhuize, Arnhem Toeschouwers: 12.000 |
|               |                    |       |                                        |                                                           |

|               |                                 |       |            |                                                |
| 15 april 1963 | Heerenveen                      | 2 – 0 | Zwartemeer | Stadion: Noord, Heerenveen Toeschouwers: 1.200 |
| 15 april 1963 | Hans Zwart (pen) Eise Bosma 73' |       |            | Stadion: Noord, Heerenveen Toeschouwers: 1.200 |
| 15 april 1963 |                                 |       |            | Stadion: Noord, Heerenveen Toeschouwers: 1.200 |
| 15 april 1963 |                                 |       |            | Stadion: Noord, Heerenveen Toeschouwers: 1.200 |
|               |                                 |       |            |                                                |

|               |     |       |               |                                                   |
| 15 april 1963 | ZFC | 0 – 0 | De Graafschap | Stadion: Westzanerdijk, Zaandam Toeschouwers: 800 |
| 15 april 1963 |     |       |               | Stadion: Westzanerdijk, Zaandam Toeschouwers: 800 |
| 15 april 1963 |     |       |               | Stadion: Westzanerdijk, Zaandam Toeschouwers: 800 |
| 15 april 1963 |     |       |               | Stadion: Westzanerdijk, Zaandam Toeschouwers: 800 |
|               |     |       |               |                                                   |

|               |                                 |       |     |                                                              |
| 15 april 1963 | Alkmaar                         | 2 – 0 | VSV | Stadion: Gemeentelijk Sportpark, Alkmaar Toeschouwers: 5.000 |
| 15 april 1963 | Piet Buis 10' Tibor Lőrincz 85' |       |     | Stadion: Gemeentelijk Sportpark, Alkmaar Toeschouwers: 5.000 |
| 15 april 1963 |                                 |       |     | Stadion: Gemeentelijk Sportpark, Alkmaar Toeschouwers: 5.000 |
| 15 april 1963 |                                 |       |     | Stadion: Gemeentelijk Sportpark, Alkmaar Toeschouwers: 5.000 |
|               |                                 |       |     |                                                              |

## Speelronde 22
|               |                              |       |                   |                                                          |
| 21 april 1963 | Vitesse                      | 2 – 1 | Zwartemeer        | Stadion: Nieuw-Monnikenhuize, Arnhem Toeschouwers: 5.000 |
| 21 april 1963 | Toon Huiberts Leo Beerendonk |       | 45' Tonny Roosken | Stadion: Nieuw-Monnikenhuize, Arnhem Toeschouwers: 5.000 |
| 21 april 1963 |                              |       |                   | Stadion: Nieuw-Monnikenhuize, Arnhem Toeschouwers: 5.000 |
| 21 april 1963 |                              |       |                   | Stadion: Nieuw-Monnikenhuize, Arnhem Toeschouwers: 5.000 |
|               |                              |       |                   |                                                          |

|               |             |                      |     |                                                     |
| 21 april 1963 | Stormvogels | 0 – 1                | KFC | Stadion: Schoonenberg, IJmuiden Toeschouwers: 3.000 |
| 21 april 1963 |             | 5' Henk van Vlierden |     | Stadion: Schoonenberg, IJmuiden Toeschouwers: 3.000 |
| 21 april 1963 |             |                      |     | Stadion: Schoonenberg, IJmuiden Toeschouwers: 3.000 |
| 21 april 1963 |             |                      |     | Stadion: Schoonenberg, IJmuiden Toeschouwers: 3.000 |
|               |             |                      |     |                                                     |

|               |                                                          |       |               |                                                    |
| 21 april 1963 | AGOVV                                                    | 3 – 0 | De Graafschap | Stadion: Berg & Bos, Apeldoorn Toeschouwers: 6.000 |
| 21 april 1963 | Sietze de Vries 2' Freek Kraijer 37' (pen.) Joop Hartjes |       |               | Stadion: Berg & Bos, Apeldoorn Toeschouwers: 6.000 |
| 21 april 1963 |                                                          |       |               | Stadion: Berg & Bos, Apeldoorn Toeschouwers: 6.000 |
| 21 april 1963 |                                                          |       |               | Stadion: Berg & Bos, Apeldoorn Toeschouwers: 6.000 |
|               |                                                          |       |               |                                                    |

|               |                                                                                    |       |                  |                                                   |
| 21 april 1963 | Be Quick                                                                           | 4 – 1 | Leeuwarden       | Stadion: Esserberg, Groningen Toeschouwers: 3.500 |
| 21 april 1963 | Gerard Oosterloo 67' Johan Wieringa 68' Ap Hansems 78' (pen.) Herman Mengerink 81' |       | 10' Ben De Vries | Stadion: Esserberg, Groningen Toeschouwers: 3.500 |
| 21 april 1963 |                                                                                    |       |                  | Stadion: Esserberg, Groningen Toeschouwers: 3.500 |
| 21 april 1963 |                                                                                    |       |                  | Stadion: Esserberg, Groningen Toeschouwers: 3.500 |
|               |                                                                                    |       |                  |                                                   |

|               |                                     |       |                            |                                                       |
| 21 april 1963 | Oldenzaal                           | 2 – 2 | N.E.C.                     | Stadion: Het Heuveltje, Oldenzaal Toeschouwers: 3.500 |
| 21 april 1963 | Janny Hulsink 15' Peter Hoomans 25' |       | Cor Smulders Frans Stallen | Stadion: Het Heuveltje, Oldenzaal Toeschouwers: 3.500 |
| 21 april 1963 |                                     |       |                            | Stadion: Het Heuveltje, Oldenzaal Toeschouwers: 3.500 |
| 21 april 1963 |                                     |       |                            | Stadion: Het Heuveltje, Oldenzaal Toeschouwers: 3.500 |
|               |                                     |       |                            |                                                       |

|               |                |       |                                       |                                                |
| 21 april 1963 | Heerenveen     | 1 – 3 | Alkmaar                               | Stadion: Noord, Heerenveen Toeschouwers: 2.500 |
| 21 april 1963 | Eise Bosma 80' |       | 69', 73' Tibor Lőrincz 72' Jur Feiken | Stadion: Noord, Heerenveen Toeschouwers: 2.500 |
| 21 april 1963 |                |       |                                       | Stadion: Noord, Heerenveen Toeschouwers: 2.500 |
| 21 april 1963 |                |       |                                       | Stadion: Noord, Heerenveen Toeschouwers: 2.500 |
|               |                |       |                                       |                                                |

|               |               |       |                                        |                                                     |
| 21 april 1963 | ZFC           | 1 – 3 | VSV                                    | Stadion: Westzanerdijk, Zaandam Toeschouwers: 3.000 |
| 21 april 1963 | Piet Blok 18' |       | 37', 52' Ted Immers 74' Ger van Dolder | Stadion: Westzanerdijk, Zaandam Toeschouwers: 3.000 |
| 21 april 1963 |               |       |                                        | Stadion: Westzanerdijk, Zaandam Toeschouwers: 3.000 |
| 21 april 1963 |               |       |                                        | Stadion: Westzanerdijk, Zaandam Toeschouwers: 3.000 |
|               |               |       |                                        |                                                     |

|               |              |       |                                                |                                                |
| 21 april 1963 | Tubantia     | 1 – 3 | Wageningen                                     | Stadion: Veldwijk, Hengelo Toeschouwers: 3.500 |
| 21 april 1963 | Guus Velders |       | 3', –' Gerrit van der Weerthof Frans van Ernst | Stadion: Veldwijk, Hengelo Toeschouwers: 3.500 |
| 21 april 1963 |              |       |                                                | Stadion: Veldwijk, Hengelo Toeschouwers: 3.500 |
| 21 april 1963 |              |       |                                                | Stadion: Veldwijk, Hengelo Toeschouwers: 3.500 |
|               |              |       |                                                |                                                |

## Speelronde 23
|               |                                           |       |         |                                                             |
| 28 april 1963 | Zwolsche Boys                             | 2 – 0 | Vitesse | Stadion: Gemeentelijk Sportpark, Zwolle Toeschouwers: 3.000 |
| 28 april 1963 | Karel van der Woude 14' Rein van Veen 87' |       |         | Stadion: Gemeentelijk Sportpark, Zwolle Toeschouwers: 3.000 |
| 28 april 1963 |                                           |       |         | Stadion: Gemeentelijk Sportpark, Zwolle Toeschouwers: 3.000 |
| 28 april 1963 |                                           |       |         | Stadion: Gemeentelijk Sportpark, Zwolle Toeschouwers: 3.000 |
|               |                                           |       |         |                                                             |

|               |                |       |                     |                                                        |
| 28 april 1963 | VSV            | 1 – 1 | Stormvogels         | Stadion: Schoonenberg, Velserbroek Toeschouwers: 6.000 |
| 28 april 1963 | Piet Jager 89' |       | 53' Leo Nieuwenhuis | Stadion: Schoonenberg, Velserbroek Toeschouwers: 6.000 |
| 28 april 1963 |                |       |                     | Stadion: Schoonenberg, Velserbroek Toeschouwers: 6.000 |
| 28 april 1963 |                |       |                     | Stadion: Schoonenberg, Velserbroek Toeschouwers: 6.000 |
|               |                |       |                     |                                                        |

|               |                           |       |                                   |                                                             |
| 28 april 1963 | Wageningen                | 2 – 2 | AGOVV                             | Stadion: De Wageningse Berg, Wageningen Toeschouwers: 5.000 |
| 28 april 1963 | Frans van Ernst Epi Drost |       | Freek Kraijer 80' Sietze de Vries | Stadion: De Wageningse Berg, Wageningen Toeschouwers: 5.000 |
| 28 april 1963 |                           |       |                                   | Stadion: De Wageningse Berg, Wageningen Toeschouwers: 5.000 |
| 28 april 1963 |                           |       |                                   | Stadion: De Wageningse Berg, Wageningen Toeschouwers: 5.000 |
|               |                           |       |                                   |                                                             |

|               |                                      |       |                                                           |                                                            |
| 28 april 1963 | Zwartemeer                           | 2 – 4 | Be Quick                                                  | Stadion: Mr. Ovingstraat, Klazienaveen Toeschouwers: 2.500 |
| 28 april 1963 | Joop Boltendal 70' Teun Veenstra 75' |       | –', 34' Johan Wieringa 36' Dré Woest 55' Herman Mengerink | Stadion: Mr. Ovingstraat, Klazienaveen Toeschouwers: 2.500 |
| 28 april 1963 |                                      |       |                                                           | Stadion: Mr. Ovingstraat, Klazienaveen Toeschouwers: 2.500 |
| 28 april 1963 |                                      |       |                                                           | Stadion: Mr. Ovingstraat, Klazienaveen Toeschouwers: 2.500 |
|               |                                      |       |                                                           |                                                            |

|               |                                                       |       |           |                                                           |
| 28 april 1963 | KFC                                                   | 3 – 0 | Oldenzaal | Stadion: Breestraat, Koog aan de Zaan Toeschouwers: 2.500 |
| 28 april 1963 | Frans Keereweer Dick van Vlierden Cees Molenaar (pen) |       |           | Stadion: Breestraat, Koog aan de Zaan Toeschouwers: 2.500 |
| 28 april 1963 |                                                       |       |           | Stadion: Breestraat, Koog aan de Zaan Toeschouwers: 2.500 |
| 28 april 1963 |                                                       |       |           | Stadion: Breestraat, Koog aan de Zaan Toeschouwers: 2.500 |
|               |                                                       |       |           |                                                           |

|               |                                          |       |                 |                                                        |
| 28 april 1963 | De Graafschap                            | 3 – 1 | Heerenveen      | Stadion: De Vijverberg, Doetinchem Toeschouwers: 2.500 |
| 28 april 1963 | Chris Hartjes Theo Huls 75' Jan Roes 86' |       | 60' Henk Hainje | Stadion: De Vijverberg, Doetinchem Toeschouwers: 2.500 |
| 28 april 1963 |                                          |       |                 | Stadion: De Vijverberg, Doetinchem Toeschouwers: 2.500 |
| 28 april 1963 |                                          |       |                 | Stadion: De Vijverberg, Doetinchem Toeschouwers: 2.500 |
|               |                                          |       |                 |                                                        |

|               |                                              |       |                                                  |                                                                 |
| 28 april 1963 | Leeuwarden                                   | 2 – 3 | ZFC                                              | Stadion: Gemeentelijk Sportpark, Leeuwarden Toeschouwers: 2.500 |
| 28 april 1963 | Marius Delgrosso (pen) 74' Kees Hiemstra 87' |       | 5' Jos van Helvert 67' Jan Brouwer 80' Piet Blok | Stadion: Gemeentelijk Sportpark, Leeuwarden Toeschouwers: 2.500 |
| 28 april 1963 |                                              |       |                                                  | Stadion: Gemeentelijk Sportpark, Leeuwarden Toeschouwers: 2.500 |
| 28 april 1963 |                                              |       |                                                  | Stadion: Gemeentelijk Sportpark, Leeuwarden Toeschouwers: 2.500 |
|               |                                              |       |                                                  |                                                                 |

|               |             |       |                                             |                                                       |
| 28 april 1963 | N.E.C.      | 1 – 2 | Tubantia                                    | Stadion: Goffertstadion, Nijmegen Toeschouwers: 5.000 |
| 28 april 1963 | Bert Gieben |       | 85' Bennie Haghuis 88' Frans Olde Riekerink | Stadion: Goffertstadion, Nijmegen Toeschouwers: 5.000 |
| 28 april 1963 |             |       |                                             | Stadion: Goffertstadion, Nijmegen Toeschouwers: 5.000 |
| 28 april 1963 |             |       |                                             | Stadion: Goffertstadion, Nijmegen Toeschouwers: 5.000 |
|               |             |       |                                             |                                                       |

## Speelronde 24
|            |                        |       |                      |                                                          |
| 5 mei 1963 | Vitesse                | 2 – 2 | Alkmaar              | Stadion: Nieuw-Monnikenhuize, Arnhem Toeschouwers: 4.500 |
| 5 mei 1963 | Harrie Notten 31', 89' |       | 31', 51' János Hanek | Stadion: Nieuw-Monnikenhuize, Arnhem Toeschouwers: 4.500 |
| 5 mei 1963 |                        |       |                      | Stadion: Nieuw-Monnikenhuize, Arnhem Toeschouwers: 4.500 |
| 5 mei 1963 |                        |       |                      | Stadion: Nieuw-Monnikenhuize, Arnhem Toeschouwers: 4.500 |
|            |                        |       |                      |                                                          |

|            |                     |       |                      |                                                     |
| 5 mei 1963 | Stormvogels         | 1 – 1 | Leeuwarden           | Stadion: Schoonenberg, IJmuiden Toeschouwers: 1.500 |
| 5 mei 1963 | Leo Nieuwenhuis 13' |       | 85' Marius Delgrosso | Stadion: Schoonenberg, IJmuiden Toeschouwers: 1.500 |
| 5 mei 1963 |                     |       |                      | Stadion: Schoonenberg, IJmuiden Toeschouwers: 1.500 |
| 5 mei 1963 |                     |       |                      | Stadion: Schoonenberg, IJmuiden Toeschouwers: 1.500 |
|            |                     |       |                      |                                                     |

|            |                                          |       |                      |                                                     |
| 5 mei 1963 | AGOVV                                    | 3 – 2 | N.E.C.               | Stadion: Berg & Bos, Apeldoorn Toeschouwers: 10.000 |
| 5 mei 1963 | Freek Kraijer Henk Kanselaar Jan Brouwer |       | –', –' Hans Verhagen | Stadion: Berg & Bos, Apeldoorn Toeschouwers: 10.000 |
| 5 mei 1963 |                                          |       |                      | Stadion: Berg & Bos, Apeldoorn Toeschouwers: 10.000 |
| 5 mei 1963 |                                          |       |                      | Stadion: Berg & Bos, Apeldoorn Toeschouwers: 10.000 |
|            |                                          |       |                      |                                                     |

|            |          |                      |               |                                                   |
| 5 mei 1963 | Be Quick | 0 – 1                | Zwolsche Boys | Stadion: Esserberg, Groningen Toeschouwers: 3.500 |
| 5 mei 1963 |          | 55' Herman La Faille |               | Stadion: Esserberg, Groningen Toeschouwers: 3.500 |
| 5 mei 1963 |          |                      |               | Stadion: Esserberg, Groningen Toeschouwers: 3.500 |
| 5 mei 1963 |          |                      |               | Stadion: Esserberg, Groningen Toeschouwers: 3.500 |
|            |          |                      |               |                                                   |

|            |           |                                          |     |                                                       |
| 5 mei 1963 | Oldenzaal | 0 – 3                                    | VSV | Stadion: Het Heuveltje, Oldenzaal Toeschouwers: 1.500 |
| 5 mei 1963 |           | Ted Immers Ger Farenhorst Ger van Dolder |     | Stadion: Het Heuveltje, Oldenzaal Toeschouwers: 1.500 |
| 5 mei 1963 |           |                                          |     | Stadion: Het Heuveltje, Oldenzaal Toeschouwers: 1.500 |
| 5 mei 1963 |           |                                          |     | Stadion: Het Heuveltje, Oldenzaal Toeschouwers: 1.500 |
|            |           |                                          |     |                                                       |

|            |                                                    |       |                  |                                                        |
| 5 mei 1963 | De Graafschap                                      | 4 – 1 | Wageningen       | Stadion: De Vijverberg, Doetinchem Toeschouwers: 4.000 |
| 5 mei 1963 | Chris Hartjes Joop Willems Jan Roes Gerrit Bartels |       | Ton van de Weerd | Stadion: De Vijverberg, Doetinchem Toeschouwers: 4.000 |
| 5 mei 1963 |                                                    |       |                  | Stadion: De Vijverberg, Doetinchem Toeschouwers: 4.000 |
| 5 mei 1963 |                                                    |       |                  | Stadion: De Vijverberg, Doetinchem Toeschouwers: 4.000 |
|            |                                                    |       |                  |                                                        |

|            |                                                |       |                   |                                                     |
| 5 mei 1963 | ZFC                                            | 3 – 1 | Zwartemeer        | Stadion: Westzanerdijk, Zaandam Toeschouwers: 1.000 |
| 5 mei 1963 | Jan Brouwer 1' Kasper Stuive 30' Piet Blok 51' |       | 30' Teun Veenstra | Stadion: Westzanerdijk, Zaandam Toeschouwers: 1.000 |
| 5 mei 1963 |                                                |       |                   | Stadion: Westzanerdijk, Zaandam Toeschouwers: 1.000 |
| 5 mei 1963 |                                                |       |                   | Stadion: Westzanerdijk, Zaandam Toeschouwers: 1.000 |
|            |                                                |       |                   |                                                     |

|            |                                 |       |                                 |                                                |
| 5 mei 1963 | Tubantia                        | 2 – 2 | KFC                             | Stadion: Veldwijk, Hengelo Toeschouwers: 3.500 |
| 5 mei 1963 | Frans Olde Riekerink Klaas Snip |       | Ab Parree 90' Dick van Vlierden | Stadion: Veldwijk, Hengelo Toeschouwers: 3.500 |
| 5 mei 1963 |                                 |       |                                 | Stadion: Veldwijk, Hengelo Toeschouwers: 3.500 |
| 5 mei 1963 |                                 |       |                                 | Stadion: Veldwijk, Hengelo Toeschouwers: 3.500 |
|            |                                 |       |                                 |                                                |

## Speelronde 25
|             |                                                    |       |                     |                                                                                              |
| 12 mei 1963 | Alkmaar                                            | 3 – 1 | Be Quick            | Stadion: Gemeentelijk Sportpark, Alkmaar Toeschouwers: 4.500 Scheidsrechter: Arie van Gemert |
| 12 mei 1963 | Piet Buis 4' János Hanek 28' (pen.) Wim Visser 70' |       | 60' Tinus Nijhoving | Stadion: Gemeentelijk Sportpark, Alkmaar Toeschouwers: 4.500 Scheidsrechter: Arie van Gemert |
| 12 mei 1963 |                                                    |       |                     | Stadion: Gemeentelijk Sportpark, Alkmaar Toeschouwers: 4.500 Scheidsrechter: Arie van Gemert |
| 12 mei 1963 |                                                    |       |                     | Stadion: Gemeentelijk Sportpark, Alkmaar Toeschouwers: 4.500 Scheidsrechter: Arie van Gemert |
|             |                                                    |       |                     |                                                                                              |

|             |                                                      |       |                                     |                                                                                        |
| 12 mei 1963 | Leeuwarden                                           | 4 – 2 | Oldenzaal                           | Stadion: Gemeentelijk Sportpark, Leeuwarden Toeschouwers: 3.000 Scheidsrechter: Trumpi |
| 12 mei 1963 | Jaap Mulder 20' Marius Delgrosso 26', 29', (pen) 52' |       | 24' Henk Kalsbeek 68' Janny Hulsink | Stadion: Gemeentelijk Sportpark, Leeuwarden Toeschouwers: 3.000 Scheidsrechter: Trumpi |
| 12 mei 1963 |                                                      |       |                                     | Stadion: Gemeentelijk Sportpark, Leeuwarden Toeschouwers: 3.000 Scheidsrechter: Trumpi |
| 12 mei 1963 |                                                      |       |                                     | Stadion: Gemeentelijk Sportpark, Leeuwarden Toeschouwers: 3.000 Scheidsrechter: Trumpi |
|             |                                                      |       |                                     |                                                                                        |

|             |                                                       |       |               |                                                                                  |
| 12 mei 1963 | N.E.C.                                                | 3 – 0 | De Graafschap | Stadion: Goffertstadion, Nijmegen Toeschouwers: 6.000 Scheidsrechter: Jan Regtop |
| 12 mei 1963 | Pauke Meijers 10' Frans Stallen 55' Hans Verhagen 60' |       |               | Stadion: Goffertstadion, Nijmegen Toeschouwers: 6.000 Scheidsrechter: Jan Regtop |
| 12 mei 1963 |                                                       |       |               | Stadion: Goffertstadion, Nijmegen Toeschouwers: 6.000 Scheidsrechter: Jan Regtop |
| 12 mei 1963 |                                                       |       |               | Stadion: Goffertstadion, Nijmegen Toeschouwers: 6.000 Scheidsrechter: Jan Regtop |
|             |                                                       |       |               |                                                                                  |

|             |               |              |     |                                                                                    |
| 12 mei 1963 | Zwolsche Boys | 0 – 1        | ZFC | Stadion: Gemeentelijk Sportpark, Zwolle Toeschouwers: 3.000 Scheidsrechter: Coppen |
| 12 mei 1963 |               | 37' Piet Out |     | Stadion: Gemeentelijk Sportpark, Zwolle Toeschouwers: 3.000 Scheidsrechter: Coppen |
| 12 mei 1963 |               |              |     | Stadion: Gemeentelijk Sportpark, Zwolle Toeschouwers: 3.000 Scheidsrechter: Coppen |
| 12 mei 1963 |               |              |     | Stadion: Gemeentelijk Sportpark, Zwolle Toeschouwers: 3.000 Scheidsrechter: Coppen |
|             |               |              |     |                                                                                    |

|             |                    |       |          |                                                                             |
| 12 mei 1963 | VSV                | 1 – 0 | Tubantia | Stadion: Schoonenberg, Velserbroek Toeschouwers: 2.000 Scheidsrechter: Muis |
| 12 mei 1963 | Ger Farenhorst 87' |       |          | Stadion: Schoonenberg, Velserbroek Toeschouwers: 2.000 Scheidsrechter: Muis |
| 12 mei 1963 |                    |       |          | Stadion: Schoonenberg, Velserbroek Toeschouwers: 2.000 Scheidsrechter: Muis |
| 12 mei 1963 |                    |       |          | Stadion: Schoonenberg, Velserbroek Toeschouwers: 2.000 Scheidsrechter: Muis |
|             |                    |       |          |                                                                             |

|             |                                                                                        |       |                 |                                                                                    |
| 12 mei 1963 | Wageningen                                                                             | 5 – 1 | Heerenveen      | Stadion: De Wageningse Berg, Wageningen Toeschouwers: 2.000 Scheidsrechter: Jansen |
| 12 mei 1963 | Epi Drost 51' Joop Daalderop 56', 77' Ton van de Weerd 72' Gerrit van der Weerthof 90' |       | 35' Henk Hainje | Stadion: De Wageningse Berg, Wageningen Toeschouwers: 2.000 Scheidsrechter: Jansen |
| 12 mei 1963 |                                                                                        |       |                 | Stadion: De Wageningse Berg, Wageningen Toeschouwers: 2.000 Scheidsrechter: Jansen |
| 12 mei 1963 |                                                                                        |       |                 | Stadion: De Wageningse Berg, Wageningen Toeschouwers: 2.000 Scheidsrechter: Jansen |
|             |                                                                                        |       |                 |                                                                                    |

|             |            |       |             |                                                                                                   |
| 12 mei 1963 | Zwartemeer | 0 – 0 | Stormvogels | Stadion: Mr. Ovingstraat, Klazienaveen Toeschouwers: 1.500 Scheidsrechter: Harry van der Schilden |
| 12 mei 1963 |            |       |             | Stadion: Mr. Ovingstraat, Klazienaveen Toeschouwers: 1.500 Scheidsrechter: Harry van der Schilden |
| 12 mei 1963 |            |       |             | Stadion: Mr. Ovingstraat, Klazienaveen Toeschouwers: 1.500 Scheidsrechter: Harry van der Schilden |
| 12 mei 1963 |            |       |             | Stadion: Mr. Ovingstraat, Klazienaveen Toeschouwers: 1.500 Scheidsrechter: Harry van der Schilden |
|             |            |       |             |                                                                                                   |

|             |     |                 |       |                                                                                        |
| 12 mei 1963 | KFC | 0 – 1           | AGOVV | Stadion: Breestraat, Koog aan de Zaan Toeschouwers: 3.000 Scheidsrechter: A.J. Loskamp |
| 12 mei 1963 |     | 41' Jan Brouwer |       | Stadion: Breestraat, Koog aan de Zaan Toeschouwers: 3.000 Scheidsrechter: A.J. Loskamp |
| 12 mei 1963 |     |                 |       | Stadion: Breestraat, Koog aan de Zaan Toeschouwers: 3.000 Scheidsrechter: A.J. Loskamp |
| 12 mei 1963 |     |                 |       | Stadion: Breestraat, Koog aan de Zaan Toeschouwers: 3.000 Scheidsrechter: A.J. Loskamp |
|             |     |                 |       |                                                                                        |

## Speelronde 26
|             |                               |       |                                            |                                                |
| 19 mei 1963 | Heerenveen                    | 2 – 2 | Vitesse                                    | Stadion: Noord, Heerenveen Toeschouwers: 2.000 |
| 19 mei 1963 | Piet Fleur 52' Eise Bosma 54' |       | 25' (pen) Toon Huiberts 80' Leo Beerendonk | Stadion: Noord, Heerenveen Toeschouwers: 2.000 |
| 19 mei 1963 |                               |       |                                            | Stadion: Noord, Heerenveen Toeschouwers: 2.000 |
| 19 mei 1963 |                               |       |                                            | Stadion: Noord, Heerenveen Toeschouwers: 2.000 |
|             |                               |       |                                            |                                                |

|             |                        |       |                                                                          |                                                       |
| 19 mei 1963 | Oldenzaal              | 1 – 6 | Zwartemeer                                                               | Stadion: Het Heuveltje, Oldenzaal Toeschouwers: 1.000 |
| 19 mei 1963 | Bennie Stuivenberg 59' |       | Hans Kalter (e.d.) Henk Renssen 53', 62', –' Teun Veenstra Tonny Roosken | Stadion: Het Heuveltje, Oldenzaal Toeschouwers: 1.000 |
| 19 mei 1963 |                        |       |                                                                          | Stadion: Het Heuveltje, Oldenzaal Toeschouwers: 1.000 |
| 19 mei 1963 |                        |       |                                                                          | Stadion: Het Heuveltje, Oldenzaal Toeschouwers: 1.000 |
|             |                        |       |                                                                          |                                                       |

|             |               |       |                                        |                                                        |
| 19 mei 1963 | De Graafschap | 1 – 3 | KFC                                    | Stadion: De Vijverberg, Doetinchem Toeschouwers: 3.200 |
| 19 mei 1963 | Theo Huls     |       | Hans Paauwe Wim Boer Henk van Vlierden | Stadion: De Vijverberg, Doetinchem Toeschouwers: 3.200 |
| 19 mei 1963 |               |       |                                        | Stadion: De Vijverberg, Doetinchem Toeschouwers: 3.200 |
| 19 mei 1963 |               |       |                                        | Stadion: De Vijverberg, Doetinchem Toeschouwers: 3.200 |
|             |               |       |                                        |                                                        |

|             |     |       |         |                                                     |
| 19 mei 1963 | ZFC | 0 – 0 | Alkmaar | Stadion: Westzanerdijk, Zaandam Toeschouwers: 5.500 |
| 19 mei 1963 |     |       |         | Stadion: Westzanerdijk, Zaandam Toeschouwers: 5.500 |
| 19 mei 1963 |     |       |         | Stadion: Westzanerdijk, Zaandam Toeschouwers: 5.500 |
| 19 mei 1963 |     |       |         | Stadion: Westzanerdijk, Zaandam Toeschouwers: 5.500 |
|             |     |       |         |                                                     |

|             |                                         |       |                                               |                                                |
| 19 mei 1963 | Tubantia                                | 2 – 3 | Leeuwarden                                    | Stadion: Veldwijk, Hengelo Toeschouwers: 2.000 |
| 19 mei 1963 | Bennie Haghuis Frans Olde Riekerink 49' |       | Kees Hiemstra Dirk Roelfsema Marius Delgrosso | Stadion: Veldwijk, Hengelo Toeschouwers: 2.000 |
| 19 mei 1963 |                                         |       |                                               | Stadion: Veldwijk, Hengelo Toeschouwers: 2.000 |
| 19 mei 1963 |                                         |       |                                               | Stadion: Veldwijk, Hengelo Toeschouwers: 2.000 |
|             |                                         |       |                                               |                                                |

|             |            |                   |        |                                                             |
| 19 mei 1963 | Wageningen | 0 – 1             | N.E.C. | Stadion: De Wageningse Berg, Wageningen Toeschouwers: 5.500 |
| 19 mei 1963 |            | 18' Pauke Meijers |        | Stadion: De Wageningse Berg, Wageningen Toeschouwers: 5.500 |
| 19 mei 1963 |            |                   |        | Stadion: De Wageningse Berg, Wageningen Toeschouwers: 5.500 |
| 19 mei 1963 |            |                   |        | Stadion: De Wageningse Berg, Wageningen Toeschouwers: 5.500 |
|             |            |                   |        |                                                             |

|             |                                                   |       |                                          |                                                     |
| 19 mei 1963 | Stormvogels                                       | 3 – 2 | Zwolsche Boys                            | Stadion: Schoonenberg, IJmuiden Toeschouwers: 1.000 |
| 19 mei 1963 | Piet van Duivenbode 35', 40' Bert van Wooning 87' |       | 6' Karel van der Woude 50' Henk Overmars | Stadion: Schoonenberg, IJmuiden Toeschouwers: 1.000 |
| 19 mei 1963 |                                                   |       |                                          | Stadion: Schoonenberg, IJmuiden Toeschouwers: 1.000 |
| 19 mei 1963 |                                                   |       |                                          | Stadion: Schoonenberg, IJmuiden Toeschouwers: 1.000 |
|             |                                                   |       |                                          |                                                     |

|             |                                            |       |                    |                                                     |
| 19 mei 1963 | AGOVV                                      | 3 – 1 | VSV                | Stadion: Berg & Bos, Apeldoorn Toeschouwers: 10.000 |
| 19 mei 1963 | Jan Brouwer 47', 89' Jan Vreugd (e.d.) 75' |       | 85' Henk Kanselaar | Stadion: Berg & Bos, Apeldoorn Toeschouwers: 10.000 |
| 19 mei 1963 |                                            |       |                    | Stadion: Berg & Bos, Apeldoorn Toeschouwers: 10.000 |
| 19 mei 1963 |                                            |       |                    | Stadion: Berg & Bos, Apeldoorn Toeschouwers: 10.000 |
|             |                                            |       |                    |                                                     |

## Speelronde 27
|             |                                                |       |                    |                                                          |
| 23 mei 1963 | Vitesse                                        | 4 – 1 | Be Quick           | Stadion: Nieuw-Monnikenhuize, Arnhem Toeschouwers: 4.000 |
| 23 mei 1963 | Jan Seelen 12', –' Jan Veenstra Leo Beerendonk |       | 84' Johan Wieringa | Stadion: Nieuw-Monnikenhuize, Arnhem Toeschouwers: 4.000 |
| 23 mei 1963 |                                                |       |                    | Stadion: Nieuw-Monnikenhuize, Arnhem Toeschouwers: 4.000 |
| 23 mei 1963 |                                                |       |                    | Stadion: Nieuw-Monnikenhuize, Arnhem Toeschouwers: 4.000 |
|             |                                                |       |                    |                                                          |

|             |                                      |       |                    |                                                            |
| 23 mei 1963 | Zwartemeer                           | 2 – 1 | Tubantia           | Stadion: Mr. Ovingstraat, Klazienaveen Toeschouwers: 2.000 |
| 23 mei 1963 | Tonny Roosken 42' Joop Boltendal 53' |       | 60' Henk ten Brink | Stadion: Mr. Ovingstraat, Klazienaveen Toeschouwers: 2.000 |
| 23 mei 1963 |                                      |       |                    | Stadion: Mr. Ovingstraat, Klazienaveen Toeschouwers: 2.000 |
| 23 mei 1963 |                                      |       |                    | Stadion: Mr. Ovingstraat, Klazienaveen Toeschouwers: 2.000 |
|             |                                      |       |                    |                                                            |

|             |                             |       |                         |                                                           |
| 23 mei 1963 | KFC                         | 3 – 1 | Wageningen              | Stadion: Breestraat, Koog aan de Zaan Toeschouwers: 1.500 |
| 23 mei 1963 | Wim Boer Hans Paauwe –', –' |       | Gerrit van der Weerthof | Stadion: Breestraat, Koog aan de Zaan Toeschouwers: 1.500 |
| 23 mei 1963 |                             |       |                         | Stadion: Breestraat, Koog aan de Zaan Toeschouwers: 1.500 |
| 23 mei 1963 |                             |       |                         | Stadion: Breestraat, Koog aan de Zaan Toeschouwers: 1.500 |
|             |                             |       |                         |                                                           |

|             |                     |       |                  |                                                              |
| 23 mei 1963 | Alkmaar             | 2 – 1 | Stormvogels      | Stadion: Gemeentelijk Sportpark, Alkmaar Toeschouwers: 4.000 |
| 23 mei 1963 | Siem Tijm Piet Buis |       | Koos van Weerlee | Stadion: Gemeentelijk Sportpark, Alkmaar Toeschouwers: 4.000 |
| 23 mei 1963 |                     |       |                  | Stadion: Gemeentelijk Sportpark, Alkmaar Toeschouwers: 4.000 |
| 23 mei 1963 |                     |       |                  | Stadion: Gemeentelijk Sportpark, Alkmaar Toeschouwers: 4.000 |
|             |                     |       |                  |                                                              |

|             |                    |       |               |                                                                 |
| 23 mei 1963 | Leeuwarden         | 1 – 1 | AGOVV         | Stadion: Gemeentelijk Sportpark, Leeuwarden Toeschouwers: 3.500 |
| 23 mei 1963 | Dirk Roelfsema 57' |       | Freek Kraijer | Stadion: Gemeentelijk Sportpark, Leeuwarden Toeschouwers: 3.500 |
| 23 mei 1963 |                    |       |               | Stadion: Gemeentelijk Sportpark, Leeuwarden Toeschouwers: 3.500 |
| 23 mei 1963 |                    |       |               | Stadion: Gemeentelijk Sportpark, Leeuwarden Toeschouwers: 3.500 |
|             |                    |       |               |                                                                 |

|             |                                       |       |                    |                                                       |
| 23 mei 1963 | N.E.C.                                | 3 – 2 | Heerenveen         | Stadion: Goffertstadion, Nijmegen Toeschouwers: 6.000 |
| 23 mei 1963 | Hans Verhagen 10', –' Bert Gieben 69' |       | 35', –' Bert Bouma | Stadion: Goffertstadion, Nijmegen Toeschouwers: 6.000 |
| 23 mei 1963 |                                       |       |                    | Stadion: Goffertstadion, Nijmegen Toeschouwers: 6.000 |
| 23 mei 1963 |                                       |       |                    | Stadion: Goffertstadion, Nijmegen Toeschouwers: 6.000 |
|             |                                       |       |                    |                                                       |

|             |                                       |       |                                         |                                                             |
| 23 mei 1963 | Zwolsche Boys                         | 2 – 2 | Oldenzaal                               | Stadion: Gemeentelijk Sportpark, Zwolle Toeschouwers: 2.500 |
| 23 mei 1963 | Freek Schutten 51' Gerard Lippold 62' |       | 73' Willem Oude Alink 90' Janny Hulsink | Stadion: Gemeentelijk Sportpark, Zwolle Toeschouwers: 2.500 |
| 23 mei 1963 |                                       |       |                                         | Stadion: Gemeentelijk Sportpark, Zwolle Toeschouwers: 2.500 |
| 23 mei 1963 |                                       |       |                                         | Stadion: Gemeentelijk Sportpark, Zwolle Toeschouwers: 2.500 |
|             |                                       |       |                                         |                                                             |

|             |            |       |               |                                                        |
| 23 mei 1963 | VSV        | 1 – 0 | De Graafschap | Stadion: Schoonenberg, Velserbroek Toeschouwers: 1.750 |
| 23 mei 1963 | Ted Immers |       |               | Stadion: Schoonenberg, Velserbroek Toeschouwers: 1.750 |
| 23 mei 1963 |            |       |               | Stadion: Schoonenberg, Velserbroek Toeschouwers: 1.750 |
| 23 mei 1963 |            |       |               | Stadion: Schoonenberg, Velserbroek Toeschouwers: 1.750 |
|             |            |       |               |                                                        |

## Speelronde 28
|             |                                 |       |                                    |                                                |
| 26 mei 1963 | Heerenveen                      | 2 – 2 | Be Quick                           | Stadion: Noord, Heerenveen Toeschouwers: 2.500 |
| 26 mei 1963 | Piet Fleur 62' Sicco Kuiper 80' |       | 22' Gerard Ernens 55' Fré Mensinga | Stadion: Noord, Heerenveen Toeschouwers: 2.500 |
| 26 mei 1963 |                                 |       |                                    | Stadion: Noord, Heerenveen Toeschouwers: 2.500 |
| 26 mei 1963 |                                 |       |                                    | Stadion: Noord, Heerenveen Toeschouwers: 2.500 |
|             |                                 |       |                                    |                                                |

|             |                          |       | |                                                |
| 26 mei 1963 | Tubantia                 | 1 – 7 | Zwolsche Boys                                                                                               | Stadion: Veldwijk, Hengelo Toeschouwers: 2.000 |
| 26 mei 1963 | Frans Olde Riekerink 48' |       | 35' Tjeerd Henstra 50', 75' Karel van der Woude 52', 66' Rein van Veen 54' Henk Mulder 73' Herman La Faille | Stadion: Veldwijk, Hengelo Toeschouwers: 2.000 |
| 26 mei 1963 |                          |       | | Stadion: Veldwijk, Hengelo Toeschouwers: 2.000 |
| 26 mei 1963 |                          |       | | Stadion: Veldwijk, Hengelo Toeschouwers: 2.000 |
|             |                          |       | |                                                |

|             |                  |       |                          |                                                             |
| 26 mei 1963 | Wageningen       | 1 – 2 | VSV                      | Stadion: De Wageningse Berg, Wageningen Toeschouwers: 3.500 |
| 26 mei 1963 | Ton van de Weerd |       | Ted Immers Henk Belfroid | Stadion: De Wageningse Berg, Wageningen Toeschouwers: 3.500 |
| 26 mei 1963 |                  |       |                          | Stadion: De Wageningse Berg, Wageningen Toeschouwers: 3.500 |
| 26 mei 1963 |                  |       |                          | Stadion: De Wageningse Berg, Wageningen Toeschouwers: 3.500 |
|             |                  |       |                          |                                                             |

|             |                       |       |                                            |                                                     |
| 26 mei 1963 | ZFC                   | 1 – 3 | Vitesse                                    | Stadion: Westzanerdijk, Zaandam Toeschouwers: 1.500 |
| 26 mei 1963 | Jan Brouwer (pen) 90' |       | Jan Veenstra Leo Beerendonk 90' Jan Seelen | Stadion: Westzanerdijk, Zaandam Toeschouwers: 1.500 |
| 26 mei 1963 |                       |       |                                            | Stadion: Westzanerdijk, Zaandam Toeschouwers: 1.500 |
| 26 mei 1963 |                       |       |                                            | Stadion: Westzanerdijk, Zaandam Toeschouwers: 1.500 |
|             |                       |       |                                            |                                                     |

|             |                                                 |       |                 |                                                    |
| 26 mei 1963 | AGOVV                                           | 3 – 1 | Zwartemeer      | Stadion: Berg & Bos, Apeldoorn Toeschouwers: 5.000 |
| 26 mei 1963 | Henk Kanselaar 10' Freek Kraijer 80' (pen.), –' |       | 38' Hans Kalter | Stadion: Berg & Bos, Apeldoorn Toeschouwers: 5.000 |
| 26 mei 1963 |                                                 |       |                 | Stadion: Berg & Bos, Apeldoorn Toeschouwers: 5.000 |
| 26 mei 1963 |                                                 |       |                 | Stadion: Berg & Bos, Apeldoorn Toeschouwers: 5.000 |
|             |                                                 |       |                 |                                                    |

|             |                                         |       |                                                                              |                                                        |
| 26 mei 1963 | N.E.C.                                  | 3 – 4 | KFC                                                                          | Stadion: Goffertstadion, Nijmegen Toeschouwers: 12.000 |
| 26 mei 1963 | Hans Verhagen 15', 50' Cor Smulders 39' |       | 36' (e.d.) Nol Derksen 43' Ab Parree 44' Hans Paauwe 70' Hans van Doorneveld | Stadion: Goffertstadion, Nijmegen Toeschouwers: 12.000 |
| 26 mei 1963 |                                         |       |                                                                              | Stadion: Goffertstadion, Nijmegen Toeschouwers: 12.000 |
| 26 mei 1963 |                                         |       |                                                                              | Stadion: Goffertstadion, Nijmegen Toeschouwers: 12.000 |
|             |                                         |       |                                                                              |                                                        |

|             |                                             |       |                                   |                                                       |
| 26 mei 1963 | Oldenzaal                                   | 3 – 3 | Alkmaar                           | Stadion: Het Heuveltje, Oldenzaal Toeschouwers: 1.000 |
| 26 mei 1963 | Willem Oude Alink 8' Janny Hulsink 33', 47' |       | 11', 77' Wim Visser 79' Piet Buis | Stadion: Het Heuveltje, Oldenzaal Toeschouwers: 1.000 |
| 26 mei 1963 |                                             |       |                                   | Stadion: Het Heuveltje, Oldenzaal Toeschouwers: 1.000 |
| 26 mei 1963 |                                             |       |                                   | Stadion: Het Heuveltje, Oldenzaal Toeschouwers: 1.000 |
|             |                                             |       |                                   |                                                       |

|             |               |                                         |            |                                                        |
| 26 mei 1963 | De Graafschap | 0 – 2                                   | Leeuwarden | Stadion: De Vijverberg, Doetinchem Toeschouwers: 3.500 |
| 26 mei 1963 |               | 25' Marius Delgrosso 80' Dirk Roelfsema |            | Stadion: De Vijverberg, Doetinchem Toeschouwers: 3.500 |
| 26 mei 1963 |               |                                         |            | Stadion: De Vijverberg, Doetinchem Toeschouwers: 3.500 |
| 26 mei 1963 |               |                                         |            | Stadion: De Vijverberg, Doetinchem Toeschouwers: 3.500 |
|             |               |                                         |            |                                                        |

## Speelronde 29
|             |          |                                               |     |                                                 |
| 1 juni 1963 | Be Quick | 0 – 3                                         | ZFC | Stadion: Esserberg, Groningen Toeschouwers: 800 |
| 1 juni 1963 |          | Piet Out 8' Eddy Groote –' (pen.) Jan Brouwer |     | Stadion: Esserberg, Groningen Toeschouwers: 800 |
| 1 juni 1963 |          |                                               |     | Stadion: Esserberg, Groningen Toeschouwers: 800 |
| 1 juni 1963 |          |                                               |     | Stadion: Esserberg, Groningen Toeschouwers: 800 |
|             |          |                                               |     |                                                 |

|             |                                            |       |                                                         |                                                             |
| 1 juni 1963 | Zwolsche Boys                              | 2 – 3 | AGOVV                                                   | Stadion: Gemeentelijk Sportpark, Zwolle Toeschouwers: 5.000 |
| 1 juni 1963 | Karel van der Woude 27' Freek Schutten 78' |       | 12' Henk Kanselaar 28' Dick van Ekeren 59' Joop Hartjes | Stadion: Gemeentelijk Sportpark, Zwolle Toeschouwers: 5.000 |
| 1 juni 1963 |                                            |       |                                                         | Stadion: Gemeentelijk Sportpark, Zwolle Toeschouwers: 5.000 |
| 1 juni 1963 |                                            |       |                                                         | Stadion: Gemeentelijk Sportpark, Zwolle Toeschouwers: 5.000 |
|             |                                            |       |                                                         |                                                             |

|             |     |       |        |                                                        |
| 1 juni 1963 | VSV | 0 – 0 | N.E.C. | Stadion: Schoonenberg, Velserbroek Toeschouwers: 3.000 |
| 1 juni 1963 |     |       |        | Stadion: Schoonenberg, Velserbroek Toeschouwers: 3.000 |
| 1 juni 1963 |     |       |        | Stadion: Schoonenberg, Velserbroek Toeschouwers: 3.000 |
| 1 juni 1963 |     |       |        | Stadion: Schoonenberg, Velserbroek Toeschouwers: 3.000 |
|             |     |       |        |                                                        |

|             |                         |       |             |                                                          |
| 1 juni 1963 | Vitesse                 | 2 – 0 | Stormvogels | Stadion: Nieuw-Monnikenhuize, Arnhem Toeschouwers: 2.500 |
| 1 juni 1963 | Jan Seelen Jan Veenstra |       |             | Stadion: Nieuw-Monnikenhuize, Arnhem Toeschouwers: 2.500 |
| 1 juni 1963 |                         |       |             | Stadion: Nieuw-Monnikenhuize, Arnhem Toeschouwers: 2.500 |
| 1 juni 1963 |                         |       |             | Stadion: Nieuw-Monnikenhuize, Arnhem Toeschouwers: 2.500 |
|             |                         |       |             |                                                          |

|             |                              |       |               |                                                            |
| 1 juni 1963 | Zwartemeer                   | 2 – 0 | De Graafschap | Stadion: Mr. Ovingstraat, Klazienaveen Toeschouwers: 1.500 |
| 1 juni 1963 | Joop Boltendal Teun Veenstra |       |               | Stadion: Mr. Ovingstraat, Klazienaveen Toeschouwers: 1.500 |
| 1 juni 1963 |                              |       |               | Stadion: Mr. Ovingstraat, Klazienaveen Toeschouwers: 1.500 |
| 1 juni 1963 |                              |       |               | Stadion: Mr. Ovingstraat, Klazienaveen Toeschouwers: 1.500 |
|             |                              |       |               |                                                            |

|             |                                                    |       |                                                         |                                                           |
| 1 juni 1963 | KFC                                                | 3 – 3 | Heerenveen                                              | Stadion: Breestraat, Koog aan de Zaan Toeschouwers: 1.200 |
| 1 juni 1963 | Dick van Vlierden 24' Wim Boer 25' Hans Paauwe 28' |       | 12' Klaas Oosterhof 70' Eise Bosma 85' Anne Piet Schaap | Stadion: Breestraat, Koog aan de Zaan Toeschouwers: 1.200 |
| 1 juni 1963 |                                                    |       |                                                         | Stadion: Breestraat, Koog aan de Zaan Toeschouwers: 1.200 |
| 1 juni 1963 |                                                    |       |                                                         | Stadion: Breestraat, Koog aan de Zaan Toeschouwers: 1.200 |
|             |                                                    |       |                                                         |                                                           |

|             |                                 |       |          |                                                              |
| 1 juni 1963 | Alkmaar                         | 3 – 0 | Tubantia | Stadion: Gemeentelijk Sportpark, Alkmaar Toeschouwers: 4.000 |
| 1 juni 1963 | János Hanek 4' Piet Buis –', –' |       |          | Stadion: Gemeentelijk Sportpark, Alkmaar Toeschouwers: 4.000 |
| 1 juni 1963 |                                 |       |          | Stadion: Gemeentelijk Sportpark, Alkmaar Toeschouwers: 4.000 |
| 1 juni 1963 |                                 |       |          | Stadion: Gemeentelijk Sportpark, Alkmaar Toeschouwers: 4.000 |
|             |                                 |       |          |                                                              |

|             |                   |       |                     |                                                                 |
| 1 juni 1963 | Leeuwarden        | 1 – 1 | Wageningen          | Stadion: Gemeentelijk Sportpark, Leeuwarden Toeschouwers: 1.500 |
| 1 juni 1963 | Jaap Advocaat 11' |       | 90' Frans van Ernst | Stadion: Gemeentelijk Sportpark, Leeuwarden Toeschouwers: 1.500 |
| 1 juni 1963 |                   |       |                     | Stadion: Gemeentelijk Sportpark, Leeuwarden Toeschouwers: 1.500 |
| 1 juni 1963 |                   |       |                     | Stadion: Gemeentelijk Sportpark, Leeuwarden Toeschouwers: 1.500 |
|             |                   |       |                     |                                                                 |

## Speelronde 30
|             |                                                      |       |              |                                                |
| 3 juni 1963 | Heerenveen                                           | 4 – 1 | ZFC          | Stadion: Noord, Heerenveen Toeschouwers: 2.500 |
| 3 juni 1963 | Anne Piet Schaap 11' Leo de Vroet Eise Bosma –', 75' |       | 65' Jan Roos | Stadion: Noord, Heerenveen Toeschouwers: 2.500 |
| 3 juni 1963 |                                                      |       |              | Stadion: Noord, Heerenveen Toeschouwers: 2.500 |
| 3 juni 1963 |                                                      |       |              | Stadion: Noord, Heerenveen Toeschouwers: 2.500 |
|             |                                                      |       |              |                                                |

|             |                                  |       |                                   |                                                    |
| 3 juni 1963 | AGOVV                            | 2 – 3 | Alkmaar                           | Stadion: Berg & Bos, Apeldoorn Toeschouwers: 7.000 |
| 3 juni 1963 | Joop Hartjes 45' Sietze de Vries |       | Wim Visser János Hanek Jur Feiken | Stadion: Berg & Bos, Apeldoorn Toeschouwers: 7.000 |
| 3 juni 1963 |                                  |       |                                   | Stadion: Berg & Bos, Apeldoorn Toeschouwers: 7.000 |
| 3 juni 1963 |                                  |       |                                   | Stadion: Berg & Bos, Apeldoorn Toeschouwers: 7.000 |
|             |                                  |       |                                   |                                                    |

|             |                                                                |       |               |                                                       |
| 3 juni 1963 | N.E.C.                                                         | 5 – 1 | Leeuwarden    | Stadion: Goffertstadion, Nijmegen Toeschouwers: 7.500 |
| 3 juni 1963 | Hans Verhagen –', 71' Cor Smulders Tini van Reeken Bert Gieben |       | Kees Hiemstra | Stadion: Goffertstadion, Nijmegen Toeschouwers: 7.500 |
| 3 juni 1963 |                                                                |       |               | Stadion: Goffertstadion, Nijmegen Toeschouwers: 7.500 |
| 3 juni 1963 |                                                                |       |               | Stadion: Goffertstadion, Nijmegen Toeschouwers: 7.500 |
|             |                                                                |       |               |                                                       |

|             |                                             |       |                    |                                                   |
| 3 juni 1963 | Stormvogels                                 | 3 – 1 | Be Quick           | Stadion: Schoonenberg, IJmuiden Toeschouwers: 500 |
| 3 juni 1963 | Koos van Weerlee Piet van Duivenbode –', –' |       | 87' Johan Wieringa | Stadion: Schoonenberg, IJmuiden Toeschouwers: 500 |
| 3 juni 1963 |                                             |       |                    | Stadion: Schoonenberg, IJmuiden Toeschouwers: 500 |
| 3 juni 1963 |                                             |       |                    | Stadion: Schoonenberg, IJmuiden Toeschouwers: 500 |
|             |                                             |       |                    |                                                   |

|             |                                |       |                                                            |                                                        |
| 3 juni 1963 | De Graafschap                  | 2 – 3 | Zwolsche Boys                                              | Stadion: De Vijverberg, Doetinchem Toeschouwers: 2.200 |
| 3 juni 1963 | Chris Hartjes 59' Jan Roes 65' |       | 25' Tjeerd Henstra 26' Gerard Lippold 55' Herman La Faille | Stadion: De Vijverberg, Doetinchem Toeschouwers: 2.200 |
| 3 juni 1963 |                                |       |                                                            | Stadion: De Vijverberg, Doetinchem Toeschouwers: 2.200 |
| 3 juni 1963 |                                |       |                                                            | Stadion: De Vijverberg, Doetinchem Toeschouwers: 2.200 |
|             |                                |       |                                                            |                                                        |

|             |     |            |     |                                                           |
| 3 juni 1963 | KFC | 0 – 1      | VSV | Stadion: Breestraat, Koog aan de Zaan Toeschouwers: 4.000 |
| 3 juni 1963 |     | Ted Immers |     | Stadion: Breestraat, Koog aan de Zaan Toeschouwers: 4.000 |
| 3 juni 1963 |     |            |     | Stadion: Breestraat, Koog aan de Zaan Toeschouwers: 4.000 |
| 3 juni 1963 |     |            |     | Stadion: Breestraat, Koog aan de Zaan Toeschouwers: 4.000 |
|             |     |            |     |                                                           |

|             |                                                                   |       |                   |                                                     |
| 3 juni 1963 | Oldenzaal                                                         | 4 – 1 | Vitesse           | Stadion: Het Heuveltje, Oldenzaal Toeschouwers: 600 |
| 3 juni 1963 | Willem Oude Alink Johan Beuvink Hennie Koopman Bennie Stuivenberg |       | 60' Toon Huiberts | Stadion: Het Heuveltje, Oldenzaal Toeschouwers: 600 |
| 3 juni 1963 |                                                                   |       |                   | Stadion: Het Heuveltje, Oldenzaal Toeschouwers: 600 |
| 3 juni 1963 |                                                                   |       |                   | Stadion: Het Heuveltje, Oldenzaal Toeschouwers: 600 |
|             |                                                                   |       |                   |                                                     |

|             |            |       |                   |                                                             |
| 3 juni 1963 | Wageningen | 1 – 1 | Zwartemeer        | Stadion: De Wageningse Berg, Wageningen Toeschouwers: 1.000 |
| 3 juni 1963 | Van Buiten |       | 40' Tonny Roosken | Stadion: De Wageningse Berg, Wageningen Toeschouwers: 1.000 |
| 3 juni 1963 |            |       |                   | Stadion: De Wageningse Berg, Wageningen Toeschouwers: 1.000 |
| 3 juni 1963 |            |       |                   | Stadion: De Wageningse Berg, Wageningen Toeschouwers: 1.000 |
|             |            |       |                   |                                                             |

## Speelronde 31
|             |                     |       |                        |                                                   |
| 5 juni 1963 | Stormvogels         | 1 – 1 | Oldenzaal              | Stadion: Schoonenberg, IJmuiden Toeschouwers: 500 |
| 5 juni 1963 | Piet van Duivenbode |       | 30' Bennie Stuivenberg | Stadion: Schoonenberg, IJmuiden Toeschouwers: 500 |
| 5 juni 1963 |                     |       |                        | Stadion: Schoonenberg, IJmuiden Toeschouwers: 500 |
| 5 juni 1963 |                     |       |                        | Stadion: Schoonenberg, IJmuiden Toeschouwers: 500 |
|             |                     |       |                        |                                                   |

|             |         |                    |               |                                                          |
| 5 juni 1963 | Vitesse | 0 – 1              | De Graafschap | Stadion: Nieuw-Monnikenhuize, Arnhem Toeschouwers: 3.000 |
| 5 juni 1963 |         | 87' Jan Hendriksen |               | Stadion: Nieuw-Monnikenhuize, Arnhem Toeschouwers: 3.000 |
| 5 juni 1963 |         |                    |               | Stadion: Nieuw-Monnikenhuize, Arnhem Toeschouwers: 3.000 |
| 5 juni 1963 |         |                    |               | Stadion: Nieuw-Monnikenhuize, Arnhem Toeschouwers: 3.000 |
|             |         |                    |               |                                                          |

|             |                 |       |                       |                                                            |
| 5 juni 1963 | Zwartemeer      | 1 – 2 | VSV                   | Stadion: Mr. Ovingstraat, Klazienaveen Toeschouwers: 1.000 |
| 5 juni 1963 | Hans Kalter 55' |       | Ted Immers Fred André | Stadion: Mr. Ovingstraat, Klazienaveen Toeschouwers: 1.000 |
| 5 juni 1963 |                 |       |                       | Stadion: Mr. Ovingstraat, Klazienaveen Toeschouwers: 1.000 |
| 5 juni 1963 |                 |       |                       | Stadion: Mr. Ovingstraat, Klazienaveen Toeschouwers: 1.000 |
|             |                 |       |                       |                                                            |

|             |     |                                                  |          |                                                   |
| 5 juni 1963 | ZFC | 0 – 3                                            | Tubantia | Stadion: Westzanerdijk, Zaandam Toeschouwers: 500 |
| 5 juni 1963 |     | Bennie Haghuis Wim Assink (e.d.) André Schuurman |          | Stadion: Westzanerdijk, Zaandam Toeschouwers: 500 |
| 5 juni 1963 |     |                                                  |          | Stadion: Westzanerdijk, Zaandam Toeschouwers: 500 |
| 5 juni 1963 |     |                                                  |          | Stadion: Westzanerdijk, Zaandam Toeschouwers: 500 |
|             |     |                                                  |          |                                                   |

|             |                |       |                                          |                                                              |
| 5 juni 1963 | Alkmaar        | 1 – 2 | N.E.C.                                   | Stadion: Gemeentelijk Sportpark, Alkmaar Toeschouwers: 7.000 |
| 5 juni 1963 | Jur Feiken 84' |       | 42' (pen.) Ben Werts 55' Tini van Reeken | Stadion: Gemeentelijk Sportpark, Alkmaar Toeschouwers: 7.000 |
| 5 juni 1963 |                |       |                                          | Stadion: Gemeentelijk Sportpark, Alkmaar Toeschouwers: 7.000 |
| 5 juni 1963 |                |       |                                          | Stadion: Gemeentelijk Sportpark, Alkmaar Toeschouwers: 7.000 |
|             |                |       |                                          |                                                              |

|             |                  |       |            |                                             |
| 5 juni 1963 | Leeuwarden       | 1 – 0 | Heerenveen | Stadion: Gemeentelijk Sportpark, Leeuwarden |
| 5 juni 1963 | Ben de Vries 88' |       |            | Stadion: Gemeentelijk Sportpark, Leeuwarden |
| 5 juni 1963 |                  |       |            | Stadion: Gemeentelijk Sportpark, Leeuwarden |
| 5 juni 1963 |                  |       |            | Stadion: Gemeentelijk Sportpark, Leeuwarden |
|             |                  |       |            |                                             |

|             |          |                  |       |                                                 |
| 5 juni 1963 | Be Quick | 0 – 1            | AGOVV | Stadion: Esserberg, Groningen Toeschouwers: 400 |
| 5 juni 1963 |          | 90' Joop Hartjes |       | Stadion: Esserberg, Groningen Toeschouwers: 400 |
| 5 juni 1963 |          |                  |       | Stadion: Esserberg, Groningen Toeschouwers: 400 |
| 5 juni 1963 |          |                  |       | Stadion: Esserberg, Groningen Toeschouwers: 400 |
|             |          |                  |       |                                                 |

|             |                                                               |       |                                     |                                                             |
| 5 juni 1963 | Zwolsche Boys                                                 | 4 – 2 | KFC                                 | Stadion: Gemeentelijk Sportpark, Zwolle Toeschouwers: 2.000 |
| 5 juni 1963 | Gerard Lippold 11', –' Freek Schutten Karel van der Woude 90' |       | Dick van Vlierden 71' Cees Molenaar | Stadion: Gemeentelijk Sportpark, Zwolle Toeschouwers: 2.000 |
| 5 juni 1963 |                                                               |       |                                     | Stadion: Gemeentelijk Sportpark, Zwolle Toeschouwers: 2.000 |
| 5 juni 1963 |                                                               |       |                                     | Stadion: Gemeentelijk Sportpark, Zwolle Toeschouwers: 2.000 |
|             |                                                               |       |                                     |                                                             |

## Speelronde 32
|             |                                    |       |             |                                                   |
| 9 juni 1963 | ZFC                                | 3 – 0 | Stormvogels | Stadion: Westzanerdijk, Zaandam Toeschouwers: 300 |
| 9 juni 1963 | Piet Blok –', –' Ton van der Linde |       |             | Stadion: Westzanerdijk, Zaandam Toeschouwers: 300 |
| 9 juni 1963 |                                    |       |             | Stadion: Westzanerdijk, Zaandam Toeschouwers: 300 |
| 9 juni 1963 |                                    |       |             | Stadion: Westzanerdijk, Zaandam Toeschouwers: 300 |
|             |                                    |       |             |                                                   |

|             |                                                 |       |               |                                                              |
| 9 juni 1963 | Alkmaar                                         | 4 – 0 | De Graafschap | Stadion: Gemeentelijk Sportpark, Alkmaar Toeschouwers: 4.000 |
| 9 juni 1963 | Siem Tijm 3' Jur Feiken 18', 52' Wim Visser 40' |       |               | Stadion: Gemeentelijk Sportpark, Alkmaar Toeschouwers: 4.000 |
| 9 juni 1963 |                                                 |       |               | Stadion: Gemeentelijk Sportpark, Alkmaar Toeschouwers: 4.000 |
| 9 juni 1963 |                                                 |       |               | Stadion: Gemeentelijk Sportpark, Alkmaar Toeschouwers: 4.000 |
|             |                                                 |       |               |                                                              |

|             |                                           |       |               |                                                                 |
| 9 juni 1963 | Leeuwarden                                | 3 – 1 | KFC           | Stadion: Gemeentelijk Sportpark, Leeuwarden Toeschouwers: 1.000 |
| 9 juni 1963 | Jaap Mulder 25' Marius Delgrosso 57', 61' |       | 75' Ab Parree | Stadion: Gemeentelijk Sportpark, Leeuwarden Toeschouwers: 1.000 |
| 9 juni 1963 |                                           |       |               | Stadion: Gemeentelijk Sportpark, Leeuwarden Toeschouwers: 1.000 |
| 9 juni 1963 |                                           |       |               | Stadion: Gemeentelijk Sportpark, Leeuwarden Toeschouwers: 1.000 |
|             |                                           |       |               |                                                                 |

|             |                                     |       |                                                               |                                                 |
| 9 juni 1963 | Be Quick                            | 2 – 3 | Oldenzaal                                                     | Stadion: Esserberg, Groningen Toeschouwers: 400 |
| 9 juni 1963 | Johan Wieringa 54' Herman Mengerink |       | 5' Willem Oude Alink 25' Johan Beuvink 53' Bennie Stuivenberg | Stadion: Esserberg, Groningen Toeschouwers: 400 |
| 9 juni 1963 |                                     |       |                                                               | Stadion: Esserberg, Groningen Toeschouwers: 400 |
| 9 juni 1963 |                                     |       |                                                               | Stadion: Esserberg, Groningen Toeschouwers: 400 |
|             |                                     |       |                                                               |                                                 |

|             |                                                                              |       |                             |                                                             |
| 9 juni 1963 | Zwolsche Boys                                                                | 4 – 1 | Wageningen                  | Stadion: Gemeentelijk Sportpark, Zwolle Toeschouwers: 2.500 |
| 9 juni 1963 | Herman La Faille 27' Rein van Veen 52' Tjeerd Henstra 71' Freek Schutten 74' |       | 87' Gerrit van der Weerthof | Stadion: Gemeentelijk Sportpark, Zwolle Toeschouwers: 2.500 |
| 9 juni 1963 |                                                                              |       |                             | Stadion: Gemeentelijk Sportpark, Zwolle Toeschouwers: 2.500 |
| 9 juni 1963 |                                                                              |       |                             | Stadion: Gemeentelijk Sportpark, Zwolle Toeschouwers: 2.500 |
|             |                                                                              |       |                             |                                                             |

|             |                                                       |       |                          |                                                        |
| 9 juni 1963 | VSV                                                   | 5 – 2 | Heerenveen               | Stadion: Schoonenberg, Velserbroek Toeschouwers: 3.000 |
| 9 juni 1963 | Ger Farenhorst 25' Ted Immers Fred André 68', –', 73' |       | 1' Bert Bouma Piet Fleur | Stadion: Schoonenberg, Velserbroek Toeschouwers: 3.000 |
| 9 juni 1963 |                                                       |       |                          | Stadion: Schoonenberg, Velserbroek Toeschouwers: 3.000 |
| 9 juni 1963 |                                                       |       |                          | Stadion: Schoonenberg, Velserbroek Toeschouwers: 3.000 |
|             |                                                       |       |                          |                                                        |

|             |                                     |       |                                             |                                                          |
| 9 juni 1963 | Vitesse                             | 2 – 2 | Tubantia                                    | Stadion: Nieuw-Monnikenhuize, Arnhem Toeschouwers: 1.500 |
| 9 juni 1963 | Piet van Kerkhof 10' Jan Seelen 29' |       | 26' Frans Olde Riekerink 81' Henk ten Brink | Stadion: Nieuw-Monnikenhuize, Arnhem Toeschouwers: 1.500 |
| 9 juni 1963 |                                     |       |                                             | Stadion: Nieuw-Monnikenhuize, Arnhem Toeschouwers: 1.500 |
| 9 juni 1963 |                                     |       |                                             | Stadion: Nieuw-Monnikenhuize, Arnhem Toeschouwers: 1.500 |
|             |                                     |       |                                             |                                                          |

|             |                                     |       |              |                                                            |
| 9 juni 1963 | Zwartemeer                          | 2 – 1 | N.E.C.       | Stadion: Mr. Ovingstraat, Klazienaveen Toeschouwers: 2.000 |
| 9 juni 1963 | Teun Veenstra 20' Tonny Roosken 80' |       | Cor Smulders | Stadion: Mr. Ovingstraat, Klazienaveen Toeschouwers: 2.000 |
| 9 juni 1963 |                                     |       |              | Stadion: Mr. Ovingstraat, Klazienaveen Toeschouwers: 2.000 |
| 9 juni 1963 |                                     |       |              | Stadion: Mr. Ovingstraat, Klazienaveen Toeschouwers: 2.000 |
|             |                                     |       |              |                                                            |

## Speelronde 33
|               |                                                   |       |              |                                                             |
| 30 april 1963 | Wageningen                                        | 4 – 1 | Vitesse      | Stadion: De Wageningse Berg, Wageningen Toeschouwers: 7.500 |
| 30 april 1963 | Epi Drost –', –' Frans van Ernst Ton van de Weerd |       | Jan Veenstra | Stadion: De Wageningse Berg, Wageningen Toeschouwers: 7.500 |
| 30 april 1963 |                                                   |       |              | Stadion: De Wageningse Berg, Wageningen Toeschouwers: 7.500 |
| 30 april 1963 |                                                   |       |              | Stadion: De Wageningse Berg, Wageningen Toeschouwers: 7.500 |
|               |                                                   |       |              |                                                             |

|              |                                                                      |       |           |                                                    |
| 12 juni 1963 | AGOVV                                                                | 8 – 1 | ZFC       | Stadion: Berg & Bos, Apeldoorn Toeschouwers: 5.000 |
| 12 juni 1963 | Joop Hartjes –', –' Freek Kraijer –', –', –', –', –' Sietze de Vries |       | Piet Blok | Stadion: Berg & Bos, Apeldoorn Toeschouwers: 5.000 |
| 12 juni 1963 |                                                                      |       |           | Stadion: Berg & Bos, Apeldoorn Toeschouwers: 5.000 |
| 12 juni 1963 |                                                                      |       |           | Stadion: Berg & Bos, Apeldoorn Toeschouwers: 5.000 |
|              |                                                                      |       |           |                                                    |

|              |                                  |       |                                  |                                                           |
| 12 juni 1963 | KFC                              | 2 – 2 | Alkmaar                          | Stadion: Breestraat, Koog aan de Zaan Toeschouwers: 6.000 |
| 12 juni 1963 | Hans Paauwe –' Cees Molenaar 77' |       | 38' Tibor Lőrincz 69' Jur Feiken | Stadion: Breestraat, Koog aan de Zaan Toeschouwers: 6.000 |
| 12 juni 1963 |                                  |       |                                  | Stadion: Breestraat, Koog aan de Zaan Toeschouwers: 6.000 |
| 12 juni 1963 |                                  |       |                                  | Stadion: Breestraat, Koog aan de Zaan Toeschouwers: 6.000 |
|              |                                  |       |                                  |                                                           |

|              |                     |       |           |                                                |
| 12 juni 1963 | Heerenveen          | 2 – 0 | Oldenzaal | Stadion: Noord, Heerenveen Toeschouwers: 1.000 |
| 12 juni 1963 | Bert Bouma 25', 90' |       |           | Stadion: Noord, Heerenveen Toeschouwers: 1.000 |
| 12 juni 1963 |                     |       |           | Stadion: Noord, Heerenveen Toeschouwers: 1.000 |
| 12 juni 1963 |                     |       |           | Stadion: Noord, Heerenveen Toeschouwers: 1.000 |
|              |                     |       |           |                                                |

|              |                                                 |       |                                      |                                                      |
| 12 juni 1963 | De Graafschap                                   | 4 – 3 | Be Quick                             | Stadion: De Vijverberg, Doetinchem Toeschouwers: 750 |
| 12 juni 1963 | Joop Willems 2' Jan Roes 32', 74' Theo Huls 77' |       | Johan Wieringa 59', 61' Fré Mensinga | Stadion: De Vijverberg, Doetinchem Toeschouwers: 750 |
| 12 juni 1963 |                                                 |       |                                      | Stadion: De Vijverberg, Doetinchem Toeschouwers: 750 |
| 12 juni 1963 |                                                 |       |                                      | Stadion: De Vijverberg, Doetinchem Toeschouwers: 750 |
|              |                                                 |       |                                      |                                                      |

|              |                                              |       |               |                                                      |
| 12 juni 1963 | VSV                                          | 4 – 0 | Zwolsche Boys | Stadion: Schoonenberg, Velserbroek Toeschouwers: 800 |
| 12 juni 1963 | Ted Immers 30', –' Fred André Ger Farenhorst |       |               | Stadion: Schoonenberg, Velserbroek Toeschouwers: 800 |
| 12 juni 1963 |                                              |       |               | Stadion: Schoonenberg, Velserbroek Toeschouwers: 800 |
| 12 juni 1963 |                                              |       |               | Stadion: Schoonenberg, Velserbroek Toeschouwers: 800 |
|              |                                              |       |               |                                                      |

|              |                            |       |                                   |                                              |
| 12 juni 1963 | Tubantia                   | 2 – 2 | Stormvogels                       | Stadion: Veldwijk, Hengelo Toeschouwers: 900 |
| 12 juni 1963 | Wim Assink Hennie ter Beek |       | Bert van Wooning Koos van Weerlee | Stadion: Veldwijk, Hengelo Toeschouwers: 900 |
| 12 juni 1963 |                            |       |                                   | Stadion: Veldwijk, Hengelo Toeschouwers: 900 |
| 12 juni 1963 |                            |       |                                   | Stadion: Veldwijk, Hengelo Toeschouwers: 900 |
|              |                            |       |                                   |                                              |

|              |                                          |       |               |                                                                 |
| 12 juni 1963 | Leeuwarden                               | 3 – 1 | Zwartemeer    | Stadion: Gemeentelijk Sportpark, Leeuwarden Toeschouwers: 2.000 |
| 12 juni 1963 | Ben de Vries 1' Marius Delgrosso –', 89' |       | Tonny Roosken | Stadion: Gemeentelijk Sportpark, Leeuwarden Toeschouwers: 2.000 |
| 12 juni 1963 |                                          |       |               | Stadion: Gemeentelijk Sportpark, Leeuwarden Toeschouwers: 2.000 |
| 12 juni 1963 |                                          |       |               | Stadion: Gemeentelijk Sportpark, Leeuwarden Toeschouwers: 2.000 |
|              |                                          |       |               |                                                                 |

## Speelronde 34
|              |                                              |       |                        |                                                |
| 16 juni 1963 | Tubantia                                     | 3 – 1 | Be Quick               | Stadion: Veldwijk, Hengelo Toeschouwers: 2.000 |
| 16 juni 1963 | Wim Assink 25' Frans Olde Riekerink 67', 85' |       | 73' (e.d.) Jan Lentink | Stadion: Veldwijk, Hengelo Toeschouwers: 2.000 |
| 16 juni 1963 |                                              |       |                        | Stadion: Veldwijk, Hengelo Toeschouwers: 2.000 |
| 16 juni 1963 |                                              |       |                        | Stadion: Veldwijk, Hengelo Toeschouwers: 2.000 |
|              |                                              |       |                        |                                                |

|              |                                                                                 |       |               |                                                       |
| 16 juni 1963 | N.E.C.                                                                          | 6 – 0 | Zwolsche Boys | Stadion: Goffertstadion, Nijmegen Toeschouwers: 8.000 |
| 16 juni 1963 | Hans Verhagen 1', 19', 45' Bert Gieben 23' Tini van Reeken 61' Cor Smulders 90' |       |               | Stadion: Goffertstadion, Nijmegen Toeschouwers: 8.000 |
| 16 juni 1963 |                                                                                 |       |               | Stadion: Goffertstadion, Nijmegen Toeschouwers: 8.000 |
| 16 juni 1963 |                                                                                 |       |               | Stadion: Goffertstadion, Nijmegen Toeschouwers: 8.000 |
|              |                                                                                 |       |               |                                                       |

|              |                                          |       |                  |                                                |
| 16 juni 1963 | Heerenveen                               | 3 – 1 | Stormvogels      | Stadion: Noord, Heerenveen Toeschouwers: 1.000 |
| 16 juni 1963 | Anne Piet Schaap 55' Bert Bouma 69', 80' |       | Bert van Wooning | Stadion: Noord, Heerenveen Toeschouwers: 1.000 |
| 16 juni 1963 |                                          |       |                  | Stadion: Noord, Heerenveen Toeschouwers: 1.000 |
| 16 juni 1963 |                                          |       |                  | Stadion: Noord, Heerenveen Toeschouwers: 1.000 |
|              |                                          |       |                  |                                                |

|              |                                              |       |                |                                                     |
| 16 juni 1963 | AGOVV                                        | 4 – 1 | Vitesse        | Stadion: Berg & Bos, Apeldoorn Toeschouwers: 10.000 |
| 16 juni 1963 | Sietze de Vries 43', –' Joop Hartjes 65', –' |       | Gerard Maurits | Stadion: Berg & Bos, Apeldoorn Toeschouwers: 10.000 |
| 16 juni 1963 |                                              |       |                | Stadion: Berg & Bos, Apeldoorn Toeschouwers: 10.000 |
| 16 juni 1963 |                                              |       |                | Stadion: Berg & Bos, Apeldoorn Toeschouwers: 10.000 |
|              |                                              |       |                |                                                     |

|              |                                |       |                                     |                                                           |
| 16 juni 1963 | KFC                            | 2 – 2 | Zwartemeer                          | Stadion: Breestraat, Koog aan de Zaan Toeschouwers: 1.000 |
| 16 juni 1963 | Dick Bosschieter 70' Ab Parree |       | 9' Tonny Roosken 55' Riekus Nieborg | Stadion: Breestraat, Koog aan de Zaan Toeschouwers: 1.000 |
| 16 juni 1963 |                                |       |                                     | Stadion: Breestraat, Koog aan de Zaan Toeschouwers: 1.000 |
| 16 juni 1963 |                                |       |                                     | Stadion: Breestraat, Koog aan de Zaan Toeschouwers: 1.000 |
|              |                                |       |                                     |                                                           |

|              |                                         |       |                  |                                                     |
| 16 juni 1963 | Oldenzaal                               | 2 – 1 | ZFC              | Stadion: Het Heuveltje, Oldenzaal Toeschouwers: 500 |
| 16 juni 1963 | Henk Kalsbeek 40' Willem Oude Alink 50' |       | 58' Siem Brouwer | Stadion: Het Heuveltje, Oldenzaal Toeschouwers: 500 |
| 16 juni 1963 |                                         |       |                  | Stadion: Het Heuveltje, Oldenzaal Toeschouwers: 500 |
| 16 juni 1963 |                                         |       |                  | Stadion: Het Heuveltje, Oldenzaal Toeschouwers: 500 |
|              |                                         |       |                  |                                                     |

|              |                         |       |                                  |                                                             |
| 16 juni 1963 | Wageningen              | 3 – 2 | Alkmaar                          | Stadion: De Wageningse Berg, Wageningen Toeschouwers: 3.000 |
| 16 juni 1963 | Van Ingen 20', 21', 25' |       | 78' Jur Feiken 85' Tibor Lőrincz | Stadion: De Wageningse Berg, Wageningen Toeschouwers: 3.000 |
| 16 juni 1963 |                         |       |                                  | Stadion: De Wageningse Berg, Wageningen Toeschouwers: 3.000 |
| 16 juni 1963 |                         |       |                                  | Stadion: De Wageningse Berg, Wageningen Toeschouwers: 3.000 |
|              |                         |       |                                  |                                                             |

|              |                                                    |       |                  |                                                        |
| 16 juni 1963 | VSV                                                | 4 – 1 | Leeuwarden       | Stadion: Schoonenberg, Velserbroek Toeschouwers: 1.300 |
| 16 juni 1963 | Fred André Ted Immers Fred Dikstaal Ger van Dolder |       | Marius Delgrosso | Stadion: Schoonenberg, Velserbroek Toeschouwers: 1.300 |
| 16 juni 1963 |                                                    |       |                  | Stadion: Schoonenberg, Velserbroek Toeschouwers: 1.300 |
| 16 juni 1963 |                                                    |       |                  | Stadion: Schoonenberg, Velserbroek Toeschouwers: 1.300 |
|              |                                                    |       |                  |                                                        |